# Cuevas de Kanheri
Las cuevas de Kanheri (Kānherī-guhā [kaːnʱeɾiː ɡuɦaː]) son un grupo de cuevas y monumentos excavados en la roca, en un enorme afloramiento basáltico, en los bosques del Parque Nacional Sanjay Gandhi, situado en la antigua isla de Salsete en las afueras occidentales de Bombay, India. Contienen esculturas budistas y relieves, pinturas e inscripciones que datan del siglo I d. C.. al siglo X d. C. El nombre de Kanheri proviene del sánscrito Krishnagiri, que significa montaña negra.
El lugar está situado en la ladera de una colina y el acceso a él es a través de escalones excavados en la roca. El complejo comprende ciento nueve cuevas, de las que las más antiguas son relativamente sencillas y sin adornos, en contraste con las cuevas posteriores del mismo o las muy adornadas cuevas de Elefanta en Bombay. Cada cueva tiene un pedestal de piedra que funcionaba como cama y existe un salón de congregación con enormes pilares de piedra que contiene una estupa (una pagoda budista). Los canales excavados en la roca sobre las cuevas proveían a las cisternas de agua de lluvia, para abastecer al complejo. Una vez que las cuevas se convirtieron en monasterios permanentes, sus paredes fueron talladas con intrincados relieves de Buda y los bodhisattvas. Se construyeron en el siglo I y se convirtieron en un importante asentamiento budista en la costa de Konkan en el siglo III d. C.

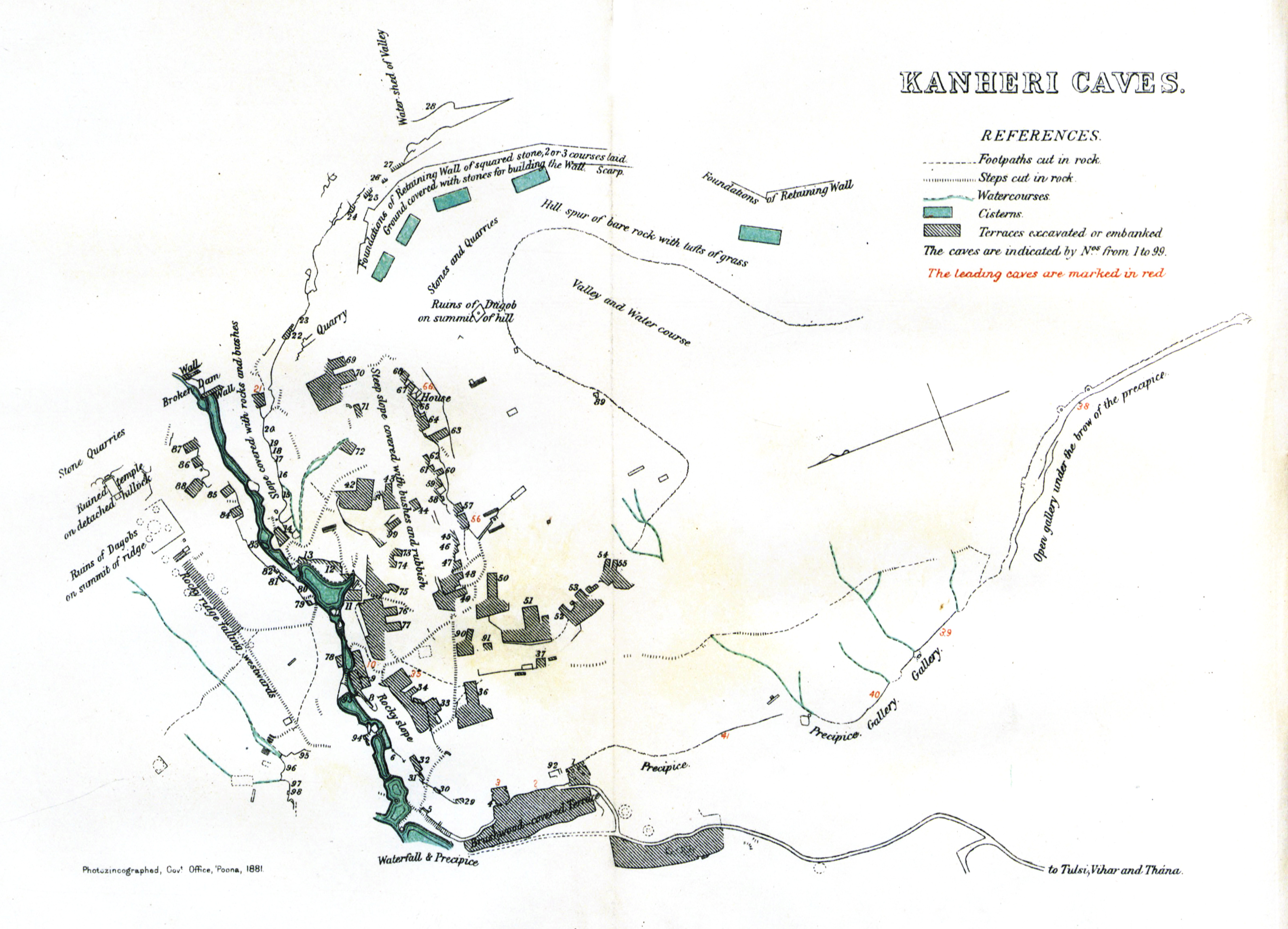
Mapa (1881)

La mayoría de las cuevas eran viharas budistas, destinadas a vivir, estudiar y meditar. Las cuevas más grandes, que funcionaban como chaityas, o salas para el culto congregacional, están repletas de esculturas budistas intrincadamente talladas, relieves, pilares y estupas excavadas en la roca, en las cuales el bodhisattva Avalokiteshwara es la figura más distintiva. La gran cantidad de viharas demuestra que había un establecimiento de monjes budistas bien organizado, el cual estaba conectado con muchos centros comerciales, como los puertos de Sopara, Kalyan, Nashik, Paithan y Ujjain. Kanheri era un centro universitario en la época que la zona estaba bajo el dominio de los imperios Maurya y Kushán. A finales del siglo X, el maestro budista Atisha (980-1054) llegó al Krishnagiri Vihara para estudiar la meditación budista con Rahulagupta.

## Inscripciones en Kanheri

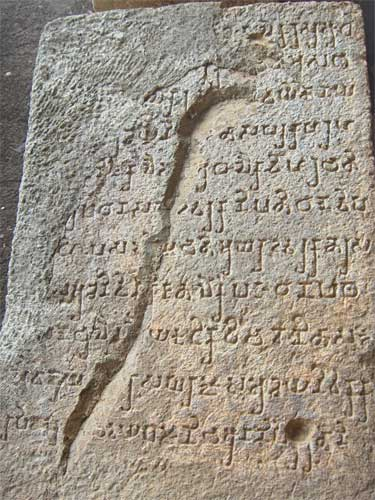
Una inscripción en brāhmī, sobre una piedra en el vestíbulo de la gran cueva Chaitya de Kanheri.

En Kanheri se encuentran casi 51 inscripciones legibles y 26 epígrafes, que incluyen inscripciones en brahmi, devanagari y 3 epígrafes en escritura pelvi encontrados en la cueva n.º  90. Una de las más importantes de las inscripciones menciona el matrimonio del gobernante de Satavahana Vashishtiputra Satakarni con la hija de Rudradaman I:

«De la reina... del ilustre Satakarni Vasishthiputra, descendiente de la raza de los reyes Karddamaka, (e) hija del Mahakshatrapa Ru(dra)....... ..... ....del ministro confidencial Sateraka, una cisterna de agua, el regalo meritorio».
Kanheri, inscripción de la hija de Rudradaman I.

También hay dos inscripciones de Yajna Sri Satakarni (170-199 d. C.), en la cueva n.º  81, y en la cueva Chaitya n.º  3.
La inscripción número 494-495 EC encontrada en Kanheri menciona a la dinastía Traikutaka.

## Descripción de las cuevas

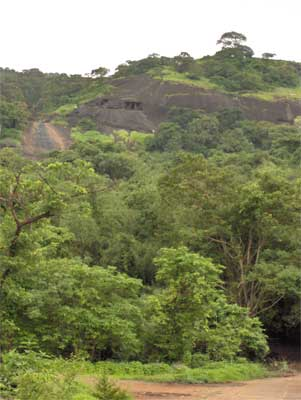
Las cuevas vistas desde la base de la colina.

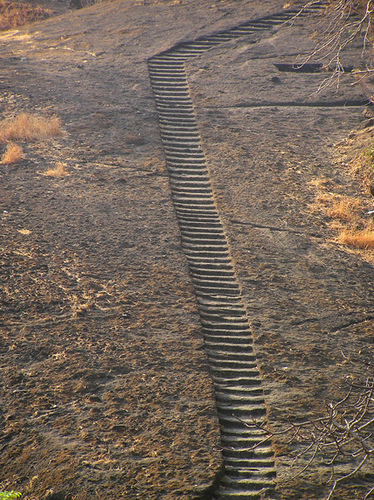
Escalera excavada en la roca que conduce a Kanheri.

La isla de Salsete, o Shatshashthi, en la cabecera del puerto de Bombay, es particularmente rica en templos de roca, existiendo obras de este tipo en Kanheri, Marol, las cuevas de Mahakali, Magathane, las cuevas de Mandapeshwar y las cuevas de Jogeshwari. La serie más extensa es el grupo de cuevas budistas en Kanheri, a pocos kilómetros de Thane, en el que hay alrededor de 109 cuevas separadas, aunque en su mayoría son pequeñas y sin importancia arquitectónica.
Dada su localización, con fácil acceso desde Bombay y Vasai, pronto atrajeron  la atención y fueron descritas ya en el siglo XVI por exploradores portugueses y por visitantes y viajeros europeos como Linschoten, Fryer, Gemelli Careri, Anquetil Du Perron, Salt y otros.
Se encuentran a unos 10 km de Thane y a tres km al norte del lago Tulsi, de reciente construcción para aumentar el suministro de agua a Bombay; y excavadas en una colina, situada en medio de una inmensa extensión de bosque. La mayoría de las colinas de la zona están cubiertas de selva, pero ésta está casi desnuda, pues su cima está formada por una gran masa redondeada de roca compacta, bajo la cual un estrato más blando ha sido arrastrado en muchos lugares por las lluvias, formando cuevas naturales. Es en el estrato inferior donde se encuentran la mayoría de las excavaciones. La roca en la que se encuentran las cuevas es una brecha volcánica, que forma todo el distrito montañoso de la isla, culminando al norte de las cuevas en un punto a unos 480 metros sobre el nivel del mar.
Siendo un grupo tan grande existen diferencias considerables en las edades de algunas de las cuevas. Estos, sin embargo, generalmente pueden determinarse, al menos de manera aproximada, a partir de los caracteres de las numerosas inscripciones que existen en ellos. Las características arquitectónicas son indefinidas ya que la gran mayoría de las excavaciones consisten en una sola habitación pequeña, generalmente con un pequeño vestíbulo al frente, sostenida por dos pilares cuadrados u octogonales y con lechos de piedra en las celdas. Su estilo es ciertamente primitivo, y algunas de las moradas de estos monjes pueden ser anteriores a la era cristiana.
Una pequeña cueva de este tipo (n.º  81) en el barranco, que consta de un pórtico muy estrecho, sin pilares, una habitación con un banco de piedra a lo largo de las paredes y una celda a la izquierda, tiene una inscripción de Yajna Sri Satakarni de los Satavahanas del siglo II d. C., y es probable que haya otros en el mismo estilo sencillo que puedan oscilar entre el siglo II y el IV. Otras, sin embargo, están cubiertos por dentro con esculturas de tipo Mahayana tardío, y algunas tienen inscripciones que deben datar de mediados del siglo IX.
La existencia de tantas viviendas monásticas en esta localidad se debe en parte a la vecindad de tantas ciudades prósperas. Entre los lugares mencionados como residencias de sus donantes, se encuentran los nombres de Surparaka, la Supara de los griegos y la Subara de los escritores árabes, la antigua capital del norte de Konkan; Kalyan, durante mucho tiempo un puerto próspero; Chemula, la Samylla de los geógrafos griegos, en la isla de Trombay; y Vasya quizás Vasai o Bassein. Sri Staanaka o la propia Thane y Ghodabandar también eran, sin duda, ciudades prósperas.

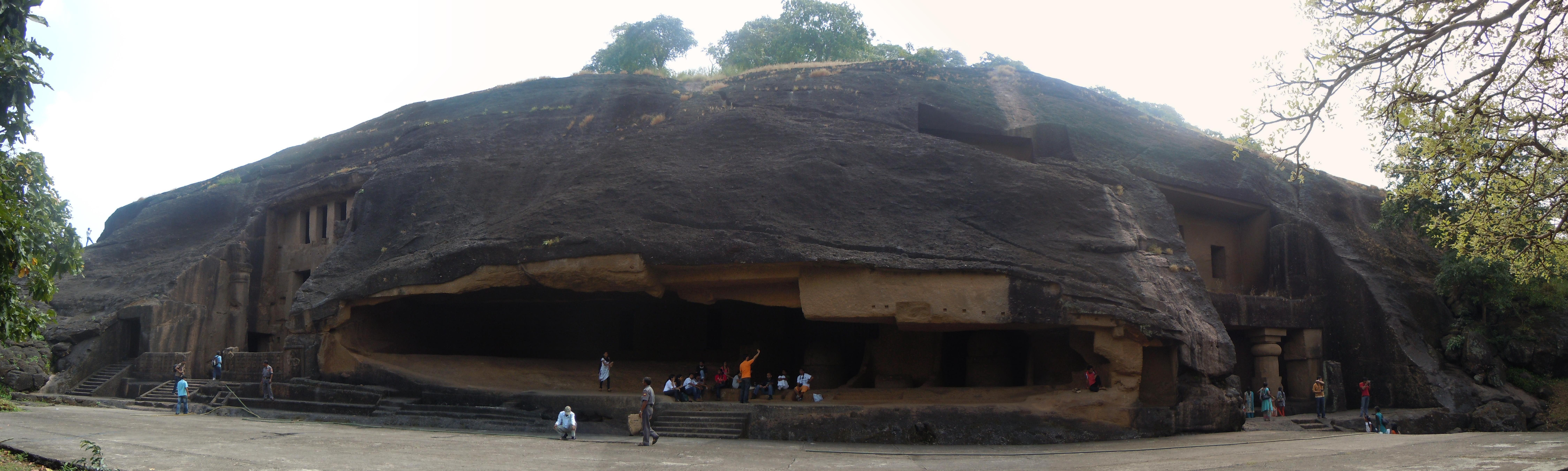
Vista panorámica de las cuevas n.º 1 (derecha), n.º 2 (centro), y n.º 3 (izquierda).

### Cueva n.º1
La cueva número 1 es un vihara, un monasterio budista. La entrada está enmarcada por dos grandes pilares y con dos niveles, pero su construcción nunca se completó.
| Cueva n.º 1           |
| - Interior - Interior |

### Cueva n.º2
A la derecha del patio de la gran cueva Chaitya está la cueva n.º 2. Es una cueva larga, ahora abierta por delante, y que contenía tres dagobas, una de ellas ahora rota cerca de la base. Esta cueva (la cueva n.º 4 está a ambos lados de la gran Chaitya) es probablemente más antigua que la gran Chaitya, que parece haber sido colocada entre estas dos en una fecha posterior; pero esta larga sala ha sido tan alterada en diferentes épocas que no es fácil distinguir su disposición original. En la roca que rodea la dagoba hay esculturas de Buda, una letanía, etc, pero todas ellas probablemente sean de fecha posterior.
| Cueva n.º 2 |
| - Cueva n.º 2 (exterior) - Cueva n.º 2 (interior) - Cueva n.º 2 (interior) - Estupa en la cueva n.º 2. - Estupa en la cueva n.º 2. - Estupa en la cueva n.º2. - Esculturas en la cueva n.º 2. - Esculturas en la cueva n.º 2. |

### Gran Chaitya (cueva n.º3)

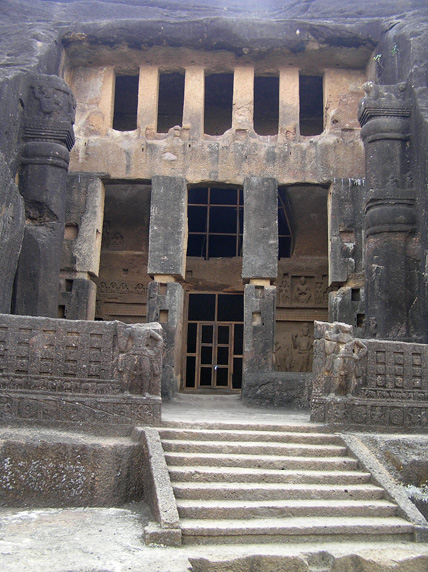
Gran cueva Chaitya (cueva nº 3).

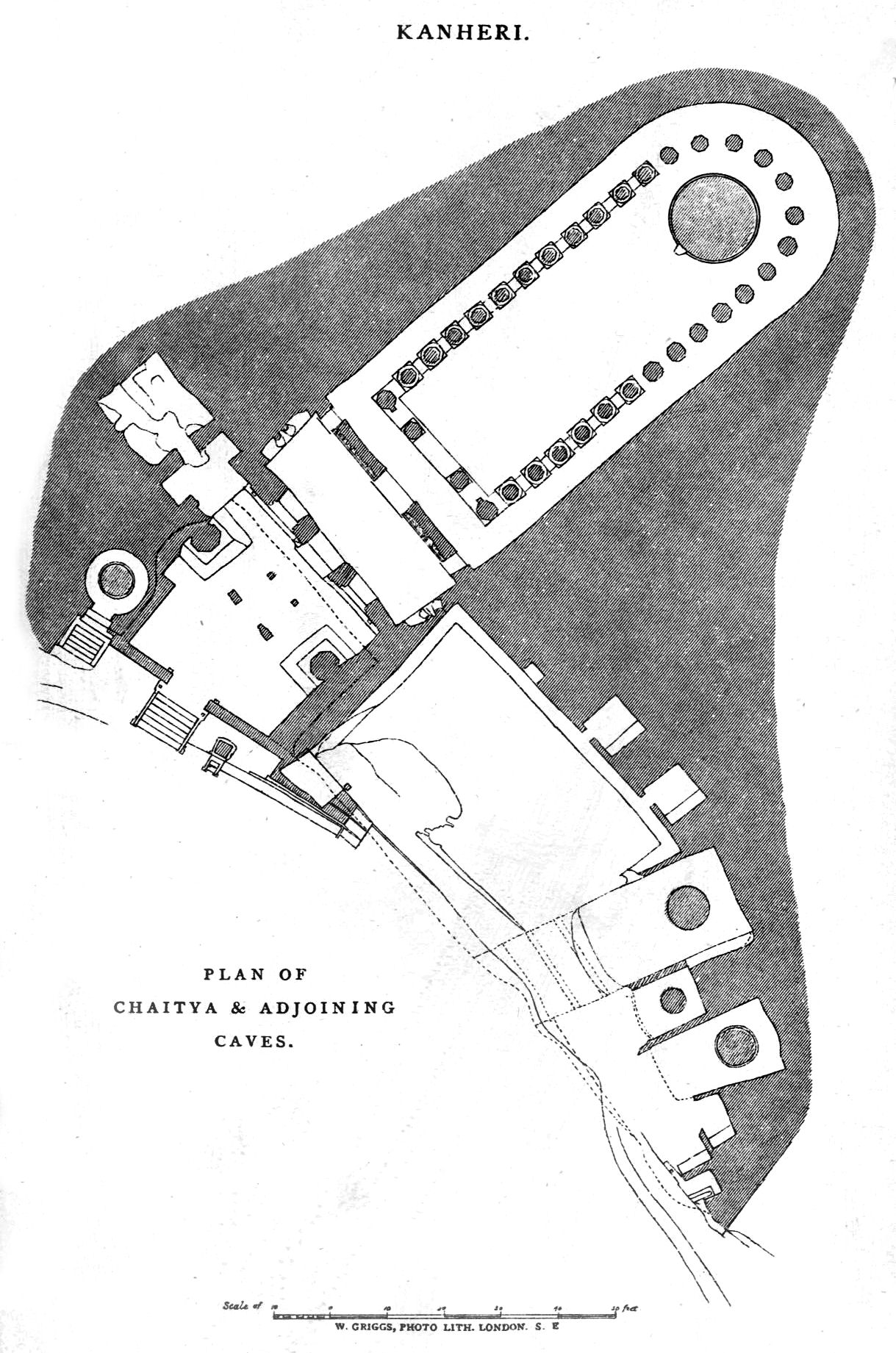
Plano de la gran cueva Chaitya.

Las cuevas se encontraron por primera vez en el camino hacia la colina, y la más importante de todas ellas es la gran cueva Chaitya. En la jamba de la entrada al vestíbulo hay una inscripción de Yajna Sri Satakarni (hacia el 170 d. C.), el mismo cuyo nombre aparece en la cueva n.º 81; Como la inscripción aquí está muy mutilada, solo con la ayuda de la otra se puede descifrar. Sin embargo, parece ser integral y, en consecuencia, no es improbable que la cueva fuera excavada durante su reinado.
Por el estilo de la arquitectura se puede afirmar con certeza que la cueva 17 perteneciente a las cuevas de Nasik es contemporánea, o casi, a la chaitya de las cuevas de Karla, y que la cueva Nahapana allí (n.º 10) es un poco anterior que la número 17, pero no por un gran intervalo de tiempo. La cueva n.º  3 de Gautamiputra es bastante posterior a estas, mientras que cualquier cambio que allí se hiciera bajo mandato de Yajna Sri Satakarni debe haber sido ejecutado poco tiempo después de su construcción. Por otro lado, cualquiera que sea su datación, es seguro que el plano de la Chaitya es una copia literal de la de Karla, pero los detalles arquitectónicos muestran exactamente la misma diferencia de estilo que se puede encontrarse entre la cueva 17 y la cueva 3 de Nashik.
Si, por ejemplo, comparamos los capiteles de esta cueva con los de Karla, encontramos la misma degradación de estilo que se ve entre la cueva n.º 10 de Nasik y la posterior cueva n.º 3 de Nasik. También el tabique, frente a esta cueva, aunque muy desgastado por la intemperie y, en consecuencia difícil de descifrar, tiene casi el mismo diseño que el de la cueva Gautamiputra de Nasik, y en su complicación de círculos y formas animales parece casi tan moderna como lo que se puede encontrar en Amravati.

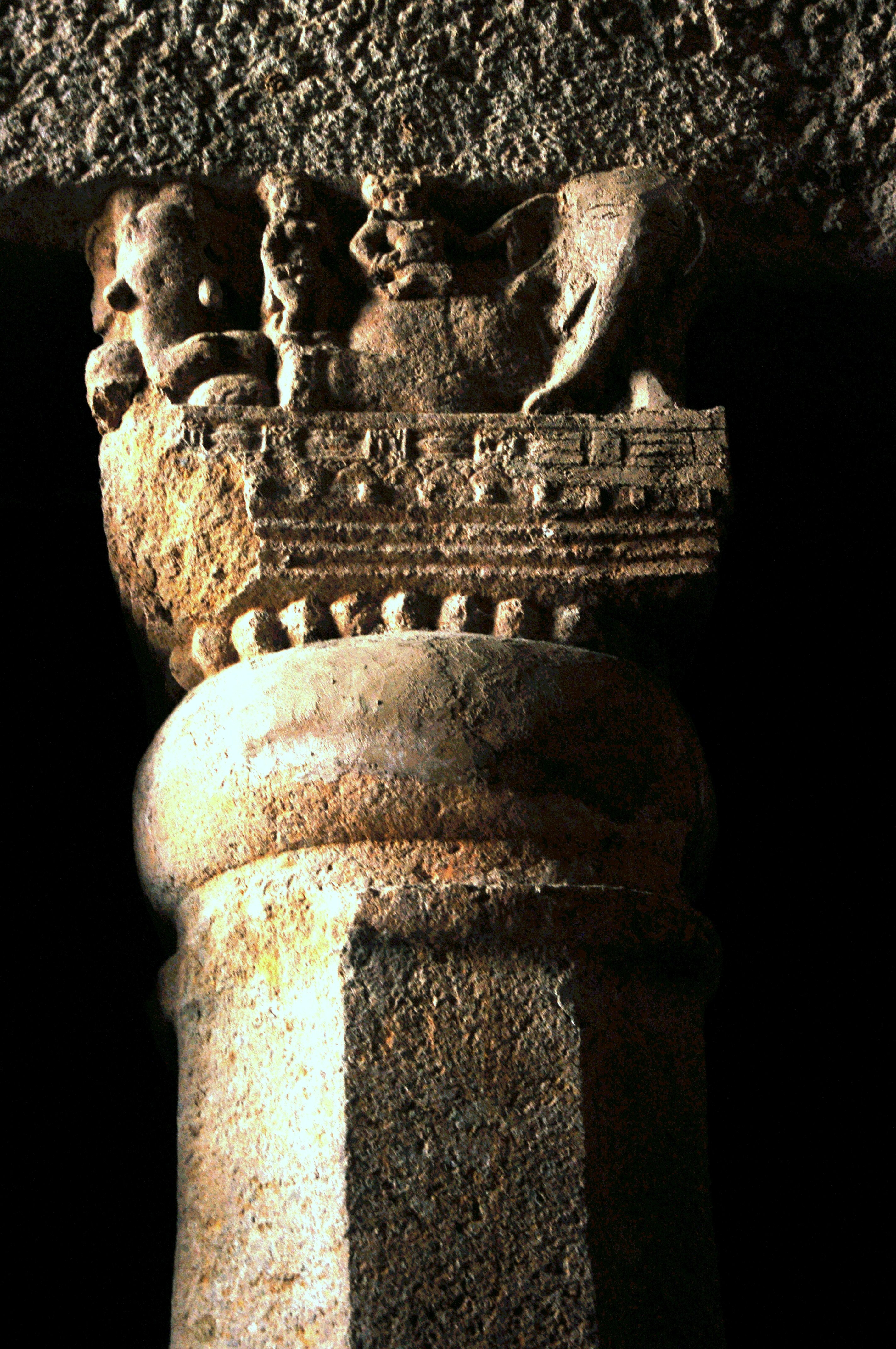
Capitel del pilar de la gran cueva Chaitya.

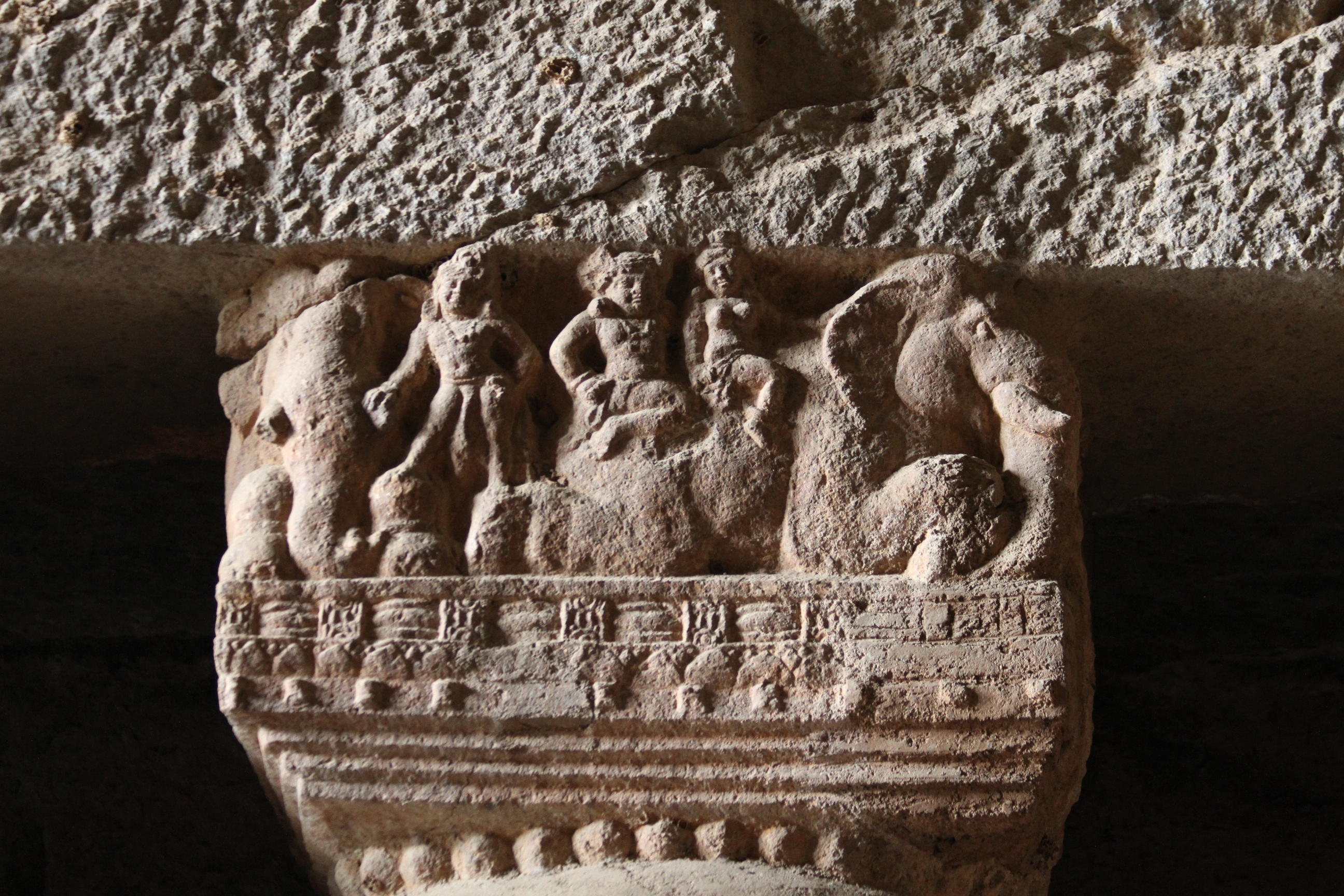
Detalle de un capitel.

El templo mide unos 26 metros de largo por unos 12  m de ancho de pared a pared, y tiene treinta y cuatro pilares alrededor de la nave y la dagoba, solo 6 de un lado y once del otro que tienen patrones similares a las bases y capiteles de la cueva Chaitya de Karla, aunque no tan bien proporcionados ni tan vivamente tallados, mientras que quince pilares alrededor del ábside son simples y con forma octogonal. La dagoba es muy sencilla, de casi 5 metros de diámetro, su capitel está destruido; así como lo es toda la carpintería de la cubierta arqueada. El pasillo que cruza frontalmente está cubierto por un vestíbulo debajo de la gran ventana arqueada, y probablemente la parte central del vestíbulo frontal también estaba cubierta, pero de madera. En los extremos de este hay dos figuras colosales de Buda, de unos 7 metros de altura, pero parecen ser considerablemente posteriores a la cueva misma.

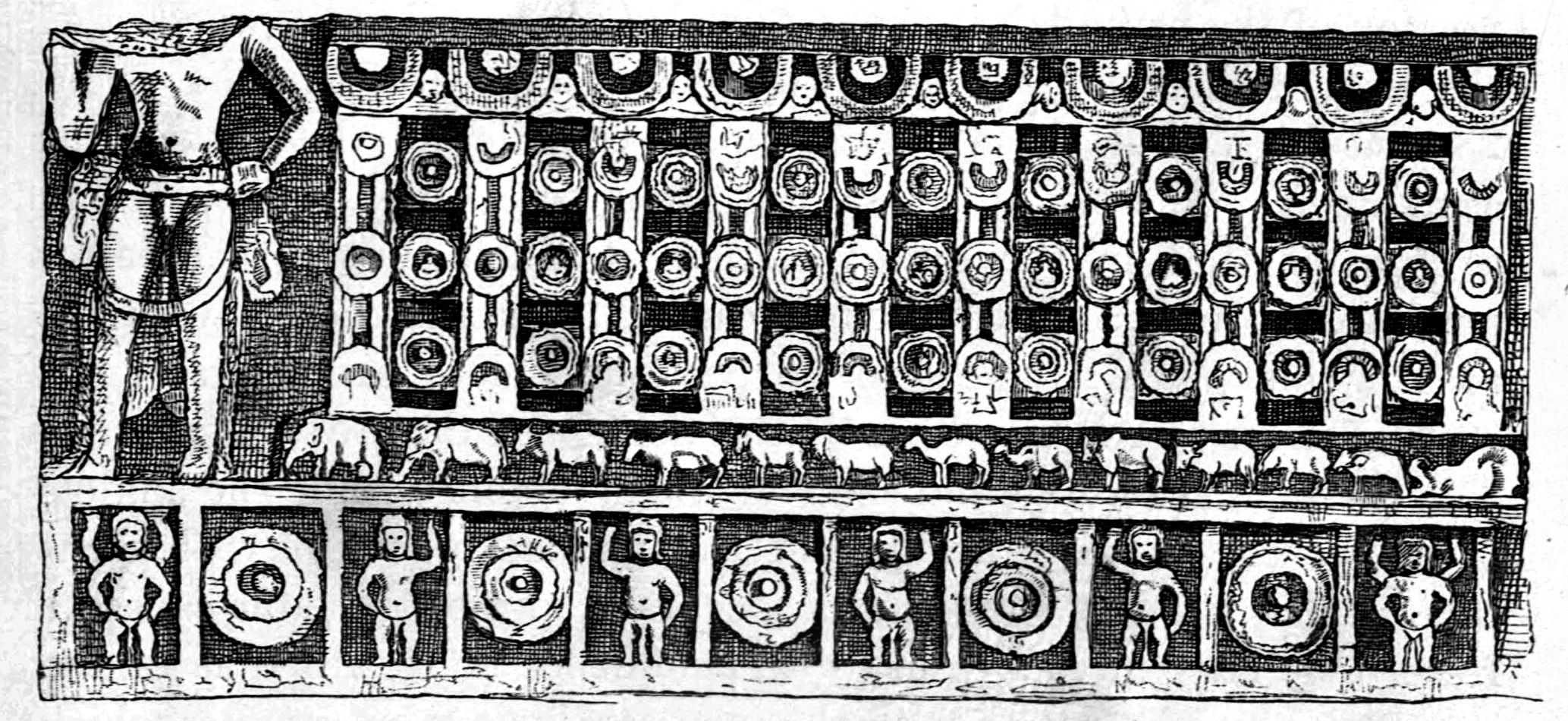
Tabique frente a la cueva.

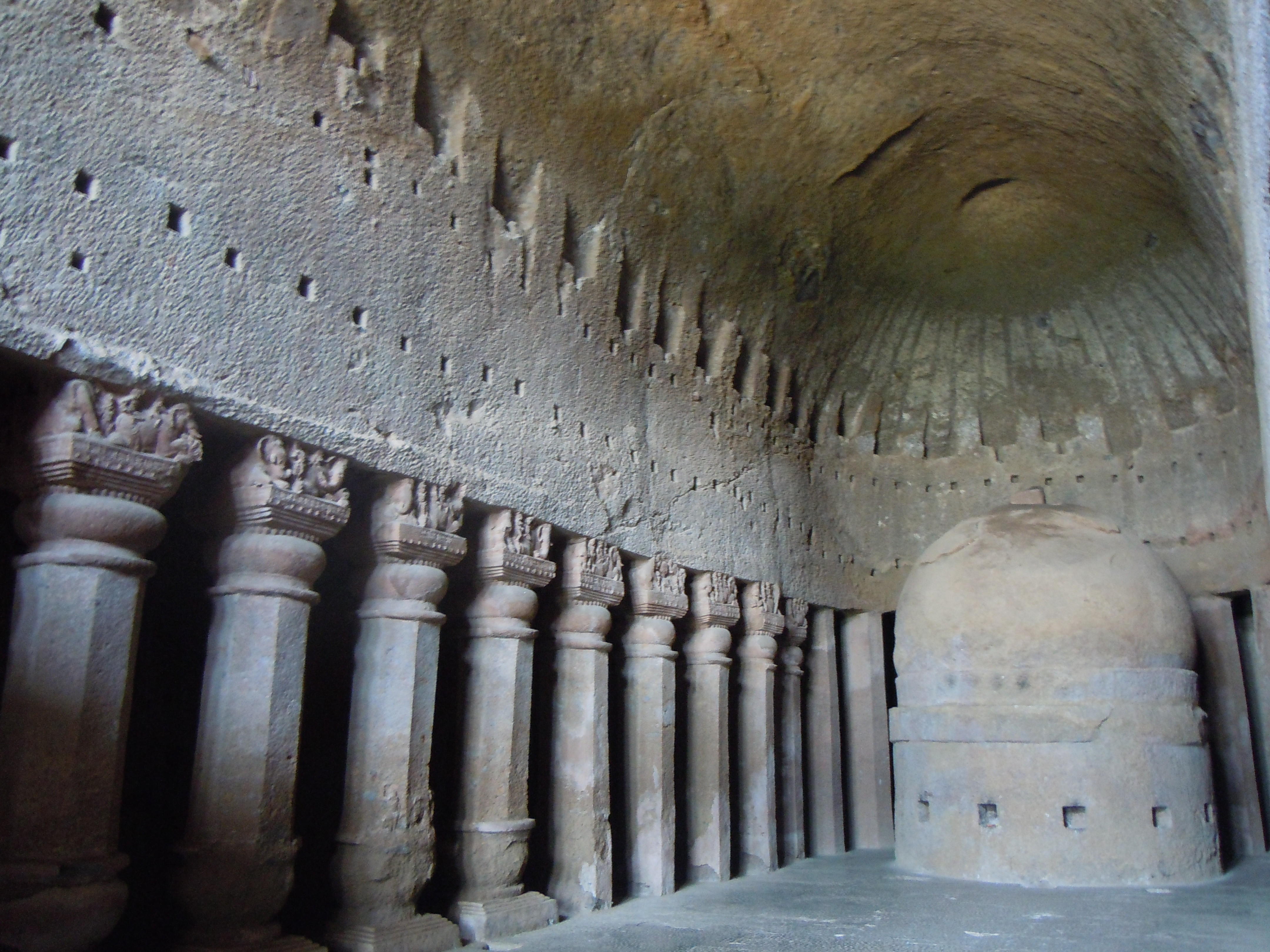
Gran salón Chaitya y dagoba.

La escultura en la pared frontal es aparentemente una copia de la que se encuentra en la misma posición en las cuevas de Karla, pero bastante mejor ejecutada; de hecho, son las figuras mejor talladas en estas cuevas. La roca de este lugar tiene una veta particularmente densa y el estilo de vestimenta de las figuras es el de la época de los grandes Satakarnis. Sus pendientes son gruesos y algunos oblongos, mientras que las tobilleras de las mujeres son muy gruesas y los turbantes están trabajados con mucho cuidado. Este estilo de vestimenta nunca aparece en ninguna de las cuevas o frescos posteriores, por lo tanto se le puede considerar de la misma edad de la cueva. No ocurre lo mismo con las imágenes que se encuentran encima de ellos, entre las que se encuentran varias de Buda y dos figuras erguidas del bodhisattva Avalokiteswara, que pueden pertenecer todas a un período posterior, al igual ocurre con la figura de Buda en la pared frontal del extremo izquierdo del vestíbulo, debajo de la cual hay una inscripción que contiene el nombre de Buddhaghosha, en caracteres de aproximadamente el siglo VI.
El vestíbulo tiene dos pilares al frente y el tabique sobre ellos se eleva con cinco aberturas en la parte superior. En el lado izquierdo del patio hay dos habitaciones, a una se entra por la otra, pero evidentemente son de fecha posterior a la cueva. El exterior tiene una buena cantidad de esculturas. A cada lado del patio hay un pilar adosado; encima del que está en el lado oeste hay cuatro leones, como en las cuevas de Karla; en el otro, tres figuras gordas y rechonchas, similares a las del pilar del patio de la cueva Jaina, conocida como Indra Sabha, en Ellora; probablemente estos sostenían una rueda. Delante de la galería hubo un portal de madera.
| Gran cueva Chaitya (cueva n.º 3) |
| - Exterior de la gran cueva Chaitya. - Parte inferior del pilar derecho anterior al vestíbulo. - Estatua de Buda en la entrada. - Esculturas en la gran cueva Chaitya (vestíbulo). - Pilares de la gran cueva Chaitya. - Vista del salón de la gran cueva Chaitya. Una imitación ligeramente tardía de la gran cueva Chaitya de las cuevas de Karla. |

#### Cueva n.º4
A la izquierda del patio de la gran cueva Chaitya hay una pequeña celda circular que contiene una dagoba sólida, que por su posición es casi con certeza de fecha más antigua que esta cueva. A la derecha del patio se encuentra la cueva n.º 2. Ambas cuevas son probablemente más antiguas que la cueva Chaitya, que parece haber sido colocada entre estas dos cuevas en una fecha posterior. En la roca que rodea la dagoba hay esculturas de Buda, una letanía, etc, pero todas ellas probablemente sean de fecha posterior.
| Cueva n.º4                |
| - Estupa en la cueva n.º4 |

Al sur de esta última hay otra cueva de Chaitya, pero bastante inacabada y de un estilo arquitectónico muy posterior; las columnas del vestíbulo tienen bases cuadradas y capiteles comprimidos en forma de cojín del tipo que se encuentran en las cuevas de Elefanta, y el interior está apenas iniciado. Probablemente sea la última excavación de importancia intentada en la colina, y puede datar del siglo IX o X después de Cristo.

### Cueva n.º5 y cueva n.º6
En realidad no son cuevas, sino cisternas de agua. Hay una inscripción importante sobre estas (cueva n.º 16 o de Gokhale) que menciona que fueron donados por un ministro llamado Sateraka. La inscripción también menciona a la reina de Vashishtiputra Satakarni (130-160 d. C.), como descendiente de la raza de la dinastía Karddamaka de los sátrapas occidentales, y como hija del gobernante sátrapa occidental Rudradaman.
 

De la reina... del ilustre Satakarni Vasishthiputra, descendiente de la raza de los reyes Karddamaka, (e) hija del Mahakshatrapa Ru(dra)....... ..... ....del ministro confidencial Sateraka, una cisterna de agua, el regalo meritorio.
Inscripción en Kanheri inscription de la hija de Rudradaman I.

### Cueva Darbar (Cueva n.º11)

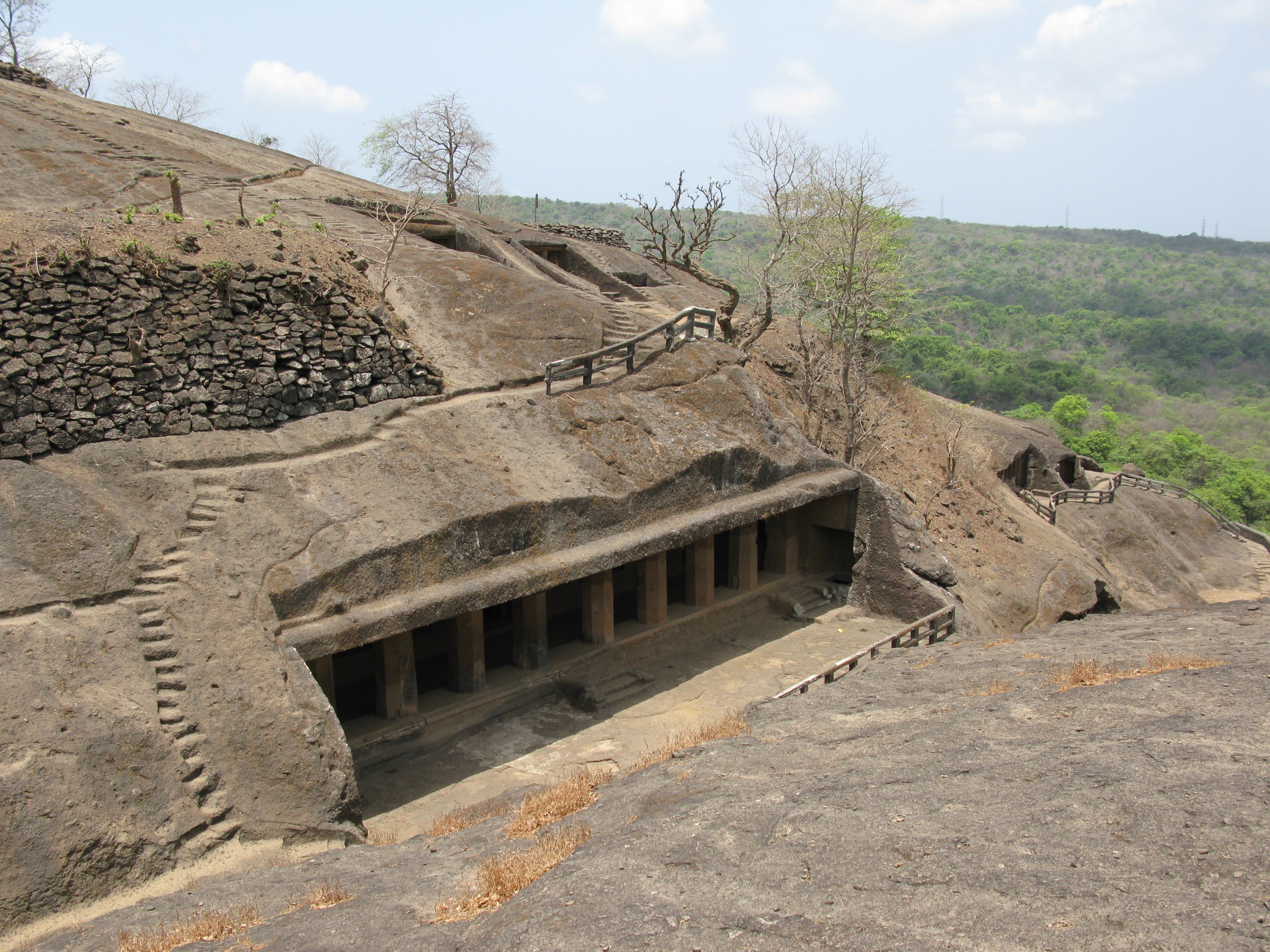
Exterior de la cueva de Darbar.

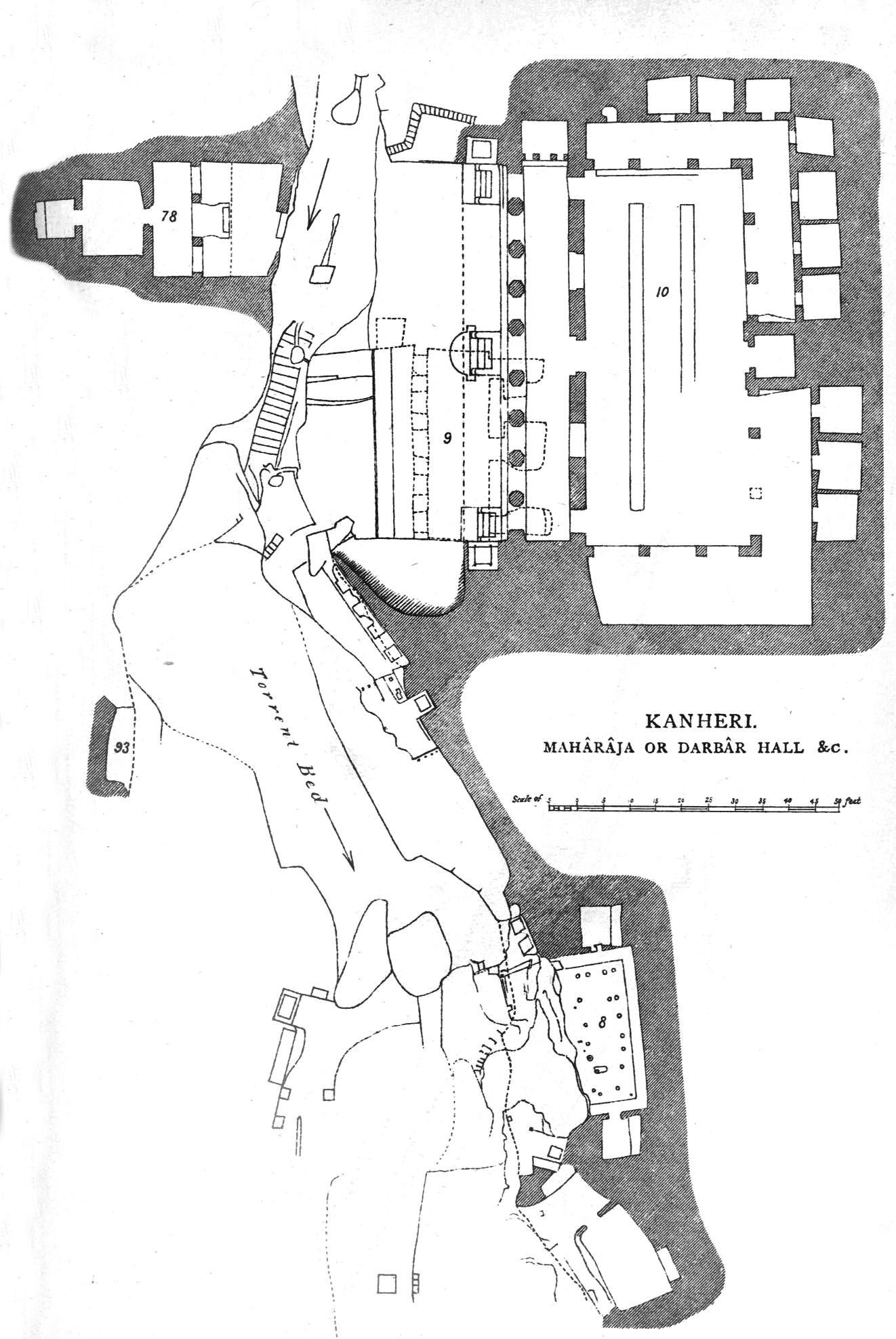
Plano de la cueva de Darbar.

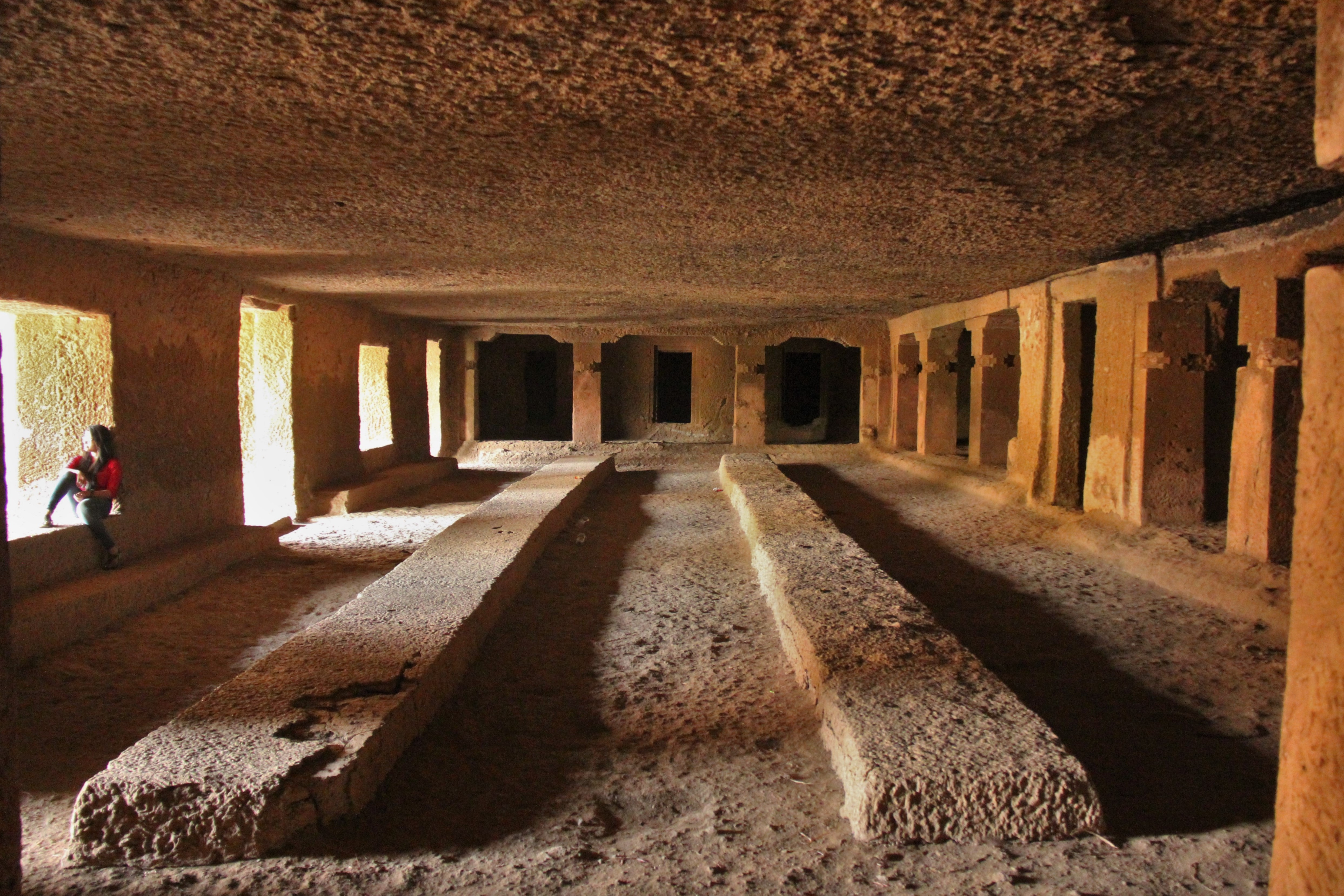
El comedor.

Al noreste de la gran cueva Chaitya, en una cañada o barranco formado por un torrente, hay una cueva que lleva el nombre de Maharajá o cueva Darbar, que es la más grande de la clase del grupo y, después de las cuevas Chaitya, sin duda la más interesante. No es un vihara en el sentido ordinario del término, aunque tiene algunas celdas, sino una Dharmasala o lugar de reunión, y es la única cueva que se sabe que existe y que nos permite comprender la disposición del gran salón erigido por Ajatashatru frente a la cueva Sattapanni en Rajagriha, para dar cabida a la primera convocatoria celebrada inmediatamente después de la muerte de Buda. Según el Mahawanso: «Habiendo perfeccionado en todos los aspectos esta sala, hizo extender allí alfombras de valor incalculable, correspondientes al número de sacerdotes (500), para que, estando sentados en el lado norte, se pudiera mirar hacia el sur; el inestimable y preeminente trono del sumo sacerdote se colocaba allí. En el centro de la sala, mirando hacia el este, se erigió el exaltado púlpito de predicación, digno de la propia deidad».
El plano de la cueva muestra que el santuario saliente ocupa precisamente la posición del trono del sumo sacerdote en la descripción anterior. En la cueva está ocupada por una figura de Buda en un simhasana, con Padmapani y otro asistente o portadores de chauri. Esto, sin embargo, es exactamente lo que podría esperarse más de 1.000 años después de que se celebrara la primera convocatoria, y cuando el culto a las imágenes de Buda había tomado el lugar de las formas más puras que originalmente prevalecían. Es fácil comprender que en el siglo VI, cuando probablemente se excavó esta cueva, la «divinidad del momento» fuera considerada el sumo sacerdote santificador de cualquier asamblea, y su representante humano ocuparía su asiento frente a la imagen.
En la parte inferior de la sala, donde no hay celdas, hay un espacio sencillo, adecuado para el púlpito del sacerdote que leía la Bana a la asamblea. El centro del salón, de unos 22 metros por 10, según cálculos modernos daría cabida a entre 450 y 500 personas, aunque evidentemente estaba destinado a una congregación mucho más pequeña. Sólo existen dos bancos de piedra, y difícilmente cabrían 100 personas, pero sea como sea, parece bastante evidente que esta cueva no es un vihara en el sentido ordinario del término, sino un Dharmasala o lugar de reunión como el de la cueva de Nagarjuni.
Hay cierta confusión aquí entre los lados norte y sur de la sala, pero no afecta en lo más mínimo la posición del sumo sacerdote en relación con el predicador. Por lo que sabemos parece que el Mahawanso tenga razón y la entrada al salón sería desde el norte y, naturalmente, el trono del presidente estaría frente a ella.
Hay dos inscripciones en esta cueva, pero ninguna parece ser integral, si se puede confiar en las características arquitectónicas, aunque toda la cueva es tan sencilla y sin adornos que este testimonio no es muy distinto. Los pilares del vestíbulo son octógonos lisos sin base ni capitel, y pueden tener cualquier antigüedad. Internamente los pilares son cuadrados arriba y abajo, con molduras circulares incisas, transformándose en el centro en un cinturón de 16 lados o flautas, y con capiteles lisos de ménsula. Su estilo es similar al del templo Viswakarma en Ellora, y aún más claramente al de los Chaori en el paso de Mokundra. Últimamente se ha encontrado en esta última una inscripción del imperio Gupta, limitando su fecha al siglo V, que probablemente sea el de la cueva de Yiswakarma, por lo que esta cueva difícilmente puede ser mucho más moderna. Sin embargo, la edad de esta no es tan importante como su uso, pues arece arrojar una nueva luz sobre la disposición de muchas cuevas budistas, cuyo propósito ha sido hasta ahora difícil de entender.

### Otras cuevas

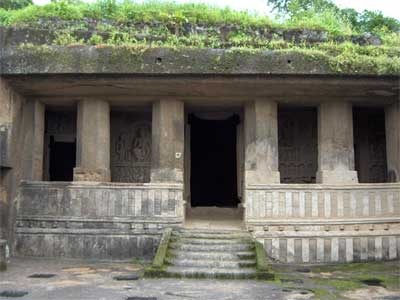
Cueva 67, un vihara.

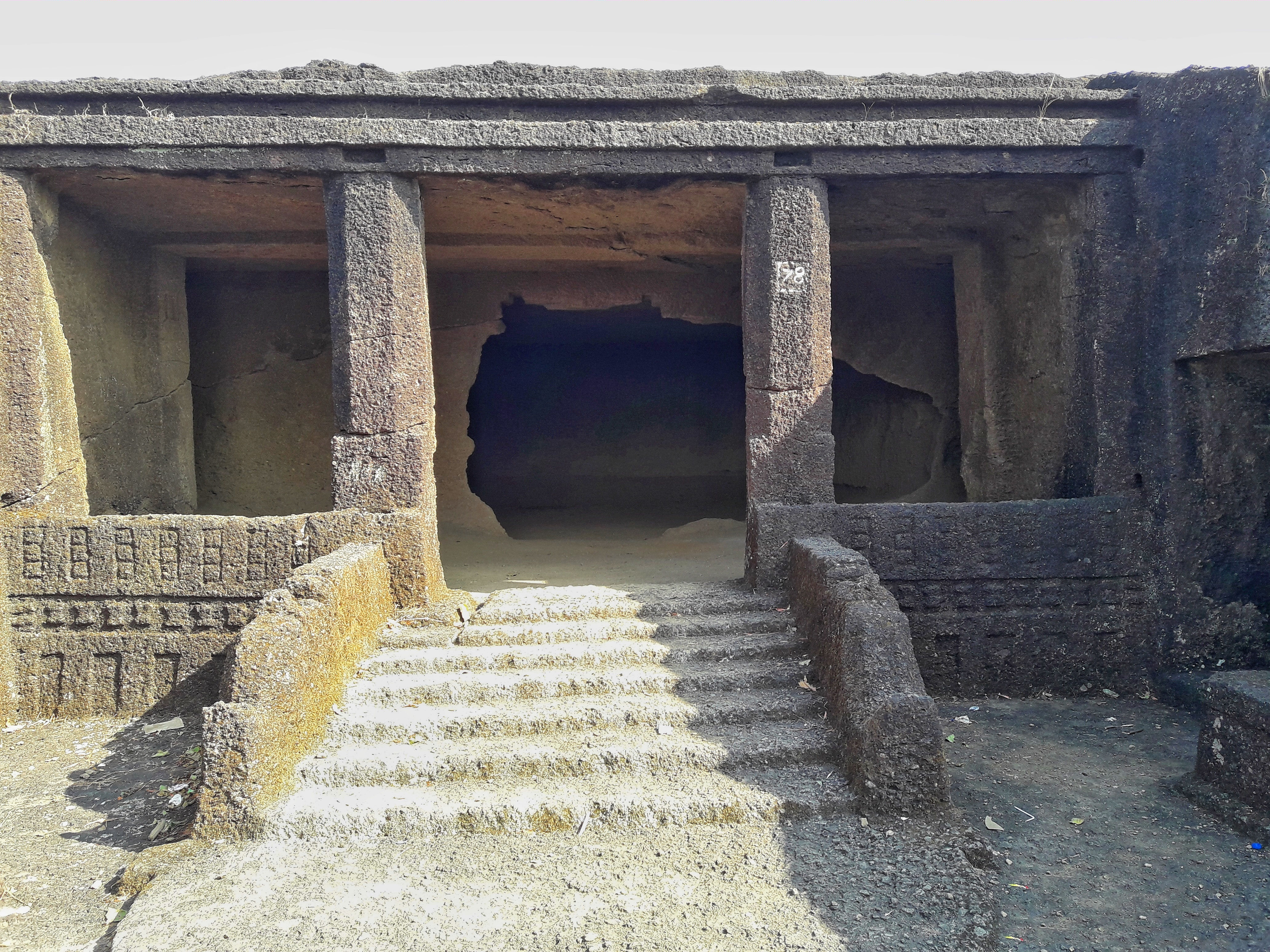
Cueva 78. Esta cueva tiene una inscripción de la época de Gautamiputra Satakarni.

Justo enfrente hay una pequeña cueva con dos pilares y dos medias columnas en el vestíbulo, con una inscripción en el friso de aproximadamente el siglo IX o X. En el interior hay una pequeña sala con una celda tosca en la parte trasera, que contiene sólo una imagen de Buda en la pared del fondo.
En el lado opuesto del barranco hay una inmensa excavación tan arruinada por la descomposición de la roca que parece una caverna natural; tuvo una sala muy larga, de la que ha desaparecido todo el frente, una antecámara cuadrada con dos celdas a la izquierda y tres a la derecha de la misma. El santuario interior está vacío. Delante hay una dagoba de ladrillo excavada hace mucho tiempo, y en el extremo oeste hay varios fragmentos de cuevas; las fachadas y las paredes divisorias de todas han desaparecido.
La siguiente consta de un pequeño vestíbulo, iluminado por una puerta y una pequeña ventana enrejada, con un banco a lo largo del lado trasero izquierdo y una celda a la derecha con un lecho de piedra. La galería de entrada tuvo una pared baja que conecta sus dos pilares octágonos con los extremos. En el exterior, a la izquierda, hay un gran hueco y encima dos largas inscripciones. Cerca de ésta hay otra cueva con cuatro cámaras con bancos; originalmente es posible que constara de tres pequeñas cuevas, cuyos tabiques divisorios han sido destruidos; pero hasta 1853 el del medio contenía las ruinas de cuatro pequeñas dagobas, construidas con ladrillos. Estas fueron excavadas por EW West y condujeron al descubrimiento de un gran número de impresiones de sello en arcilla seca, muchas de ellas encerradas en recipientes de arcilla, cuyas mitades superiores estaban cuidadosamente moldeadas en forma de dagobas, y con ellos se encontraron otras piezas de arcilla moldeada que probablemente formaban chhatris para la parte superior de ellos, completando el parecido.
Cerca de las dagobas también se encontraron dos pequeñas vasijas de piedra que contenían cenizas y cinco monedas de cobre aparentemente de la dinastía Bahmani, y en su caso, del siglo XIV o XV. Los caracteres de las impresiones de sello son de una época mucho más temprana, pero probablemente no anteriores al siglo X, y la mayoría de ellos contienen simplemente el credo de Buda.

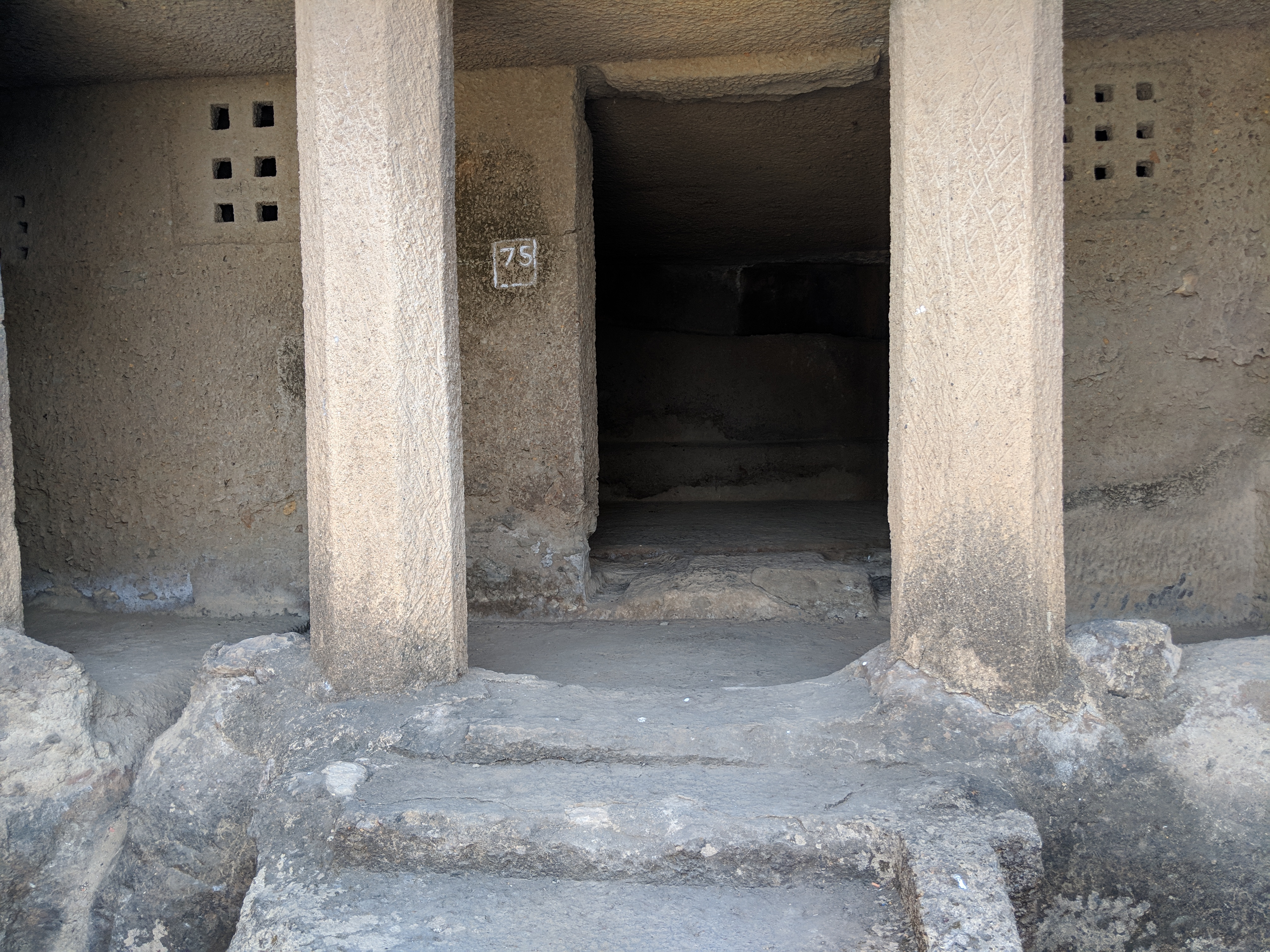
Entrada a la cueva 75

La siguiente cueva del mismo lado tiene una sala bastante grande con un banco a cada lado, dos esbeltas columnas cuadradas y pilastras delante de la antecámara, cuyas paredes interiores están esculpidas con cuatro altas imágenes de Buda erguido. El santuario ahora está vacío, y es difícil decir si contenía una simhasana estructural o una dagoba.
En el lado opuesto del barranco hay una inmensa excavación tan arruinada por la descomposición de la roca que parece una caverna natural; ha tenido una sala muy larga, de la que ha desaparecido todo el frente, una antecámara cuadrada con dos celdas a la izquierda y tres a la derecha de la misma. El santuario interior está vacío. Delante hay una dagoba de ladrillo excavada hace mucho tiempo, y en el extremo oeste hay varios fragmentos de cuevas; las fachadas y las paredes divisorias de todos han desaparecido.

#### Cueva n.º41

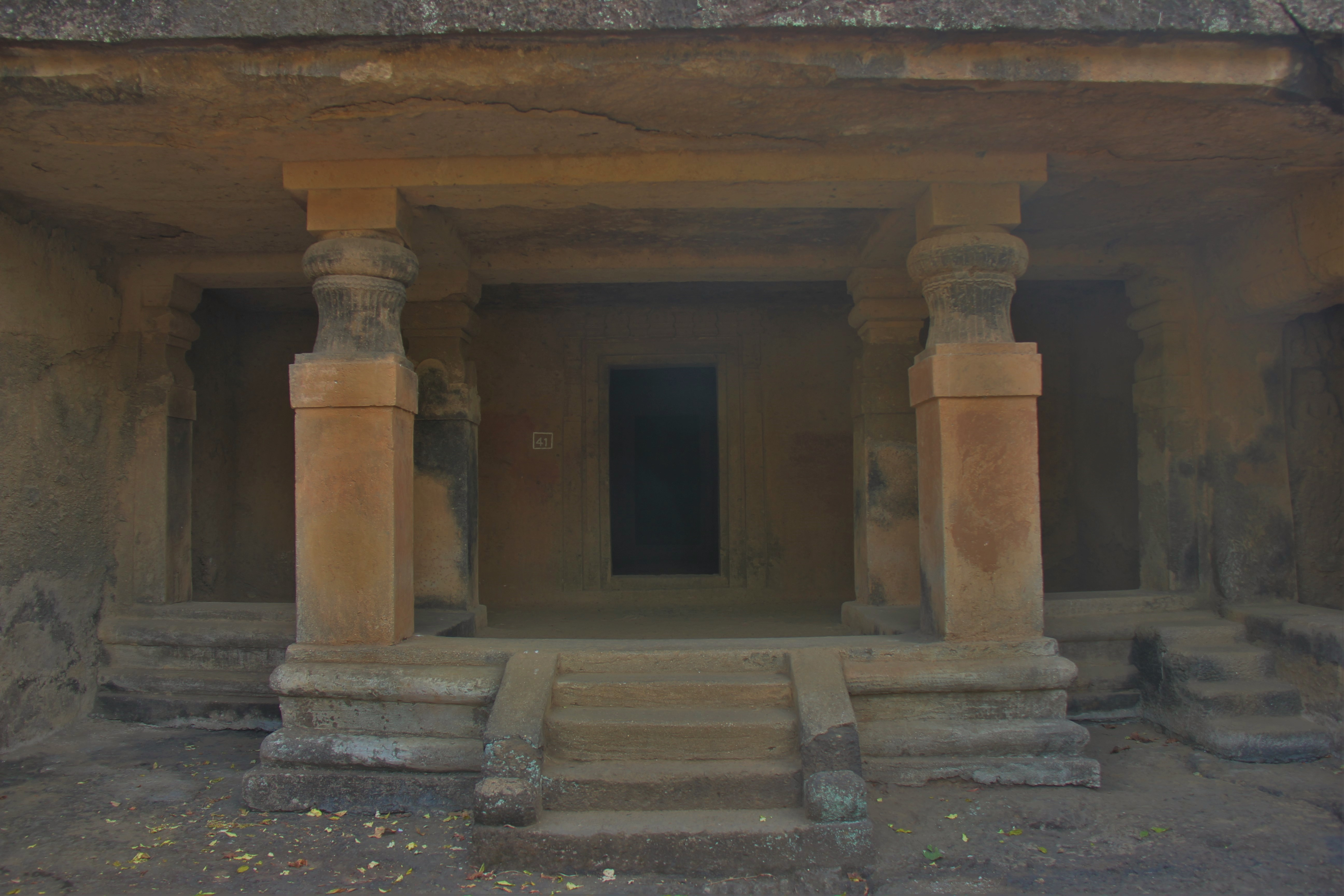
Cueva 41.

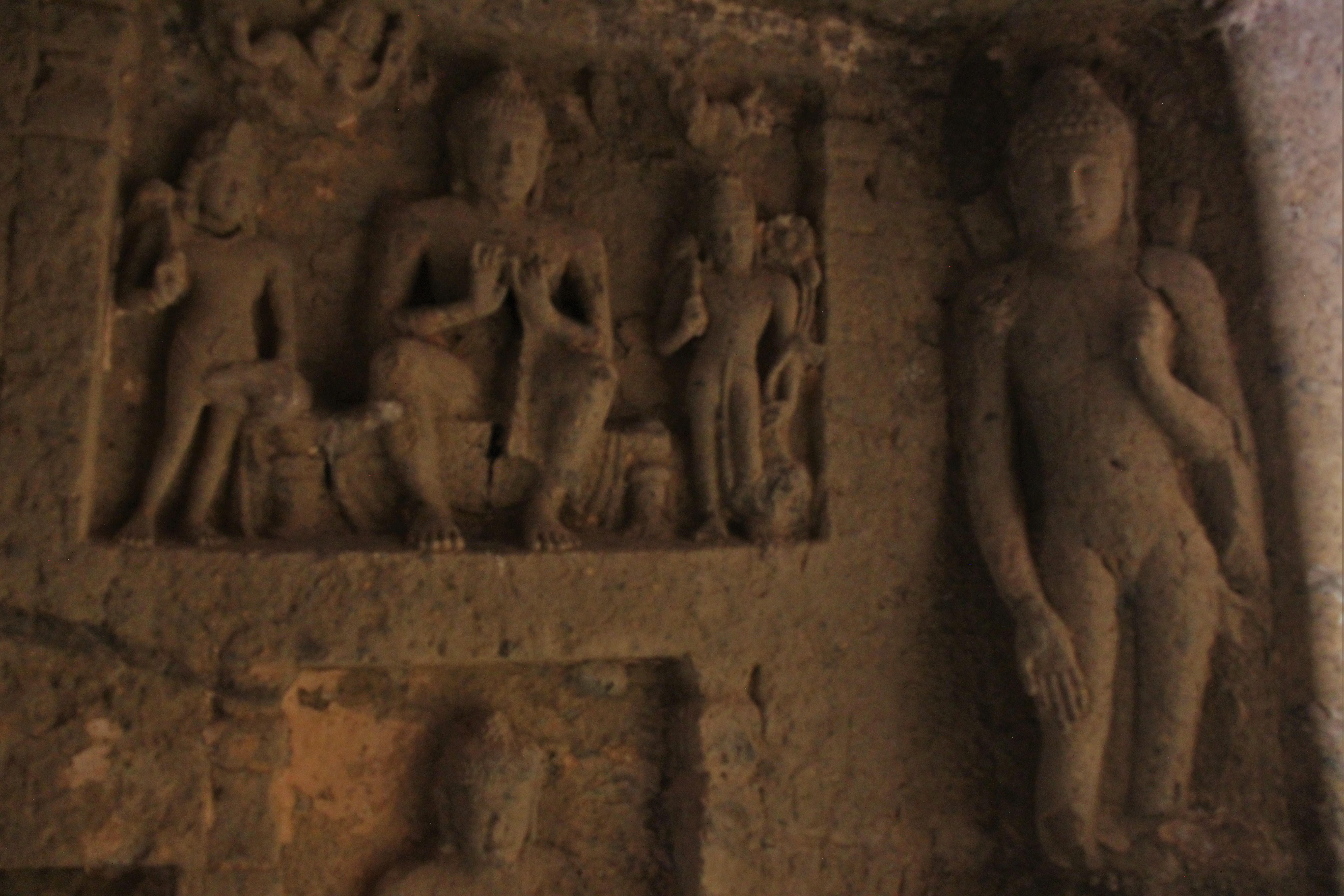
Esculturas de la cueva 41.

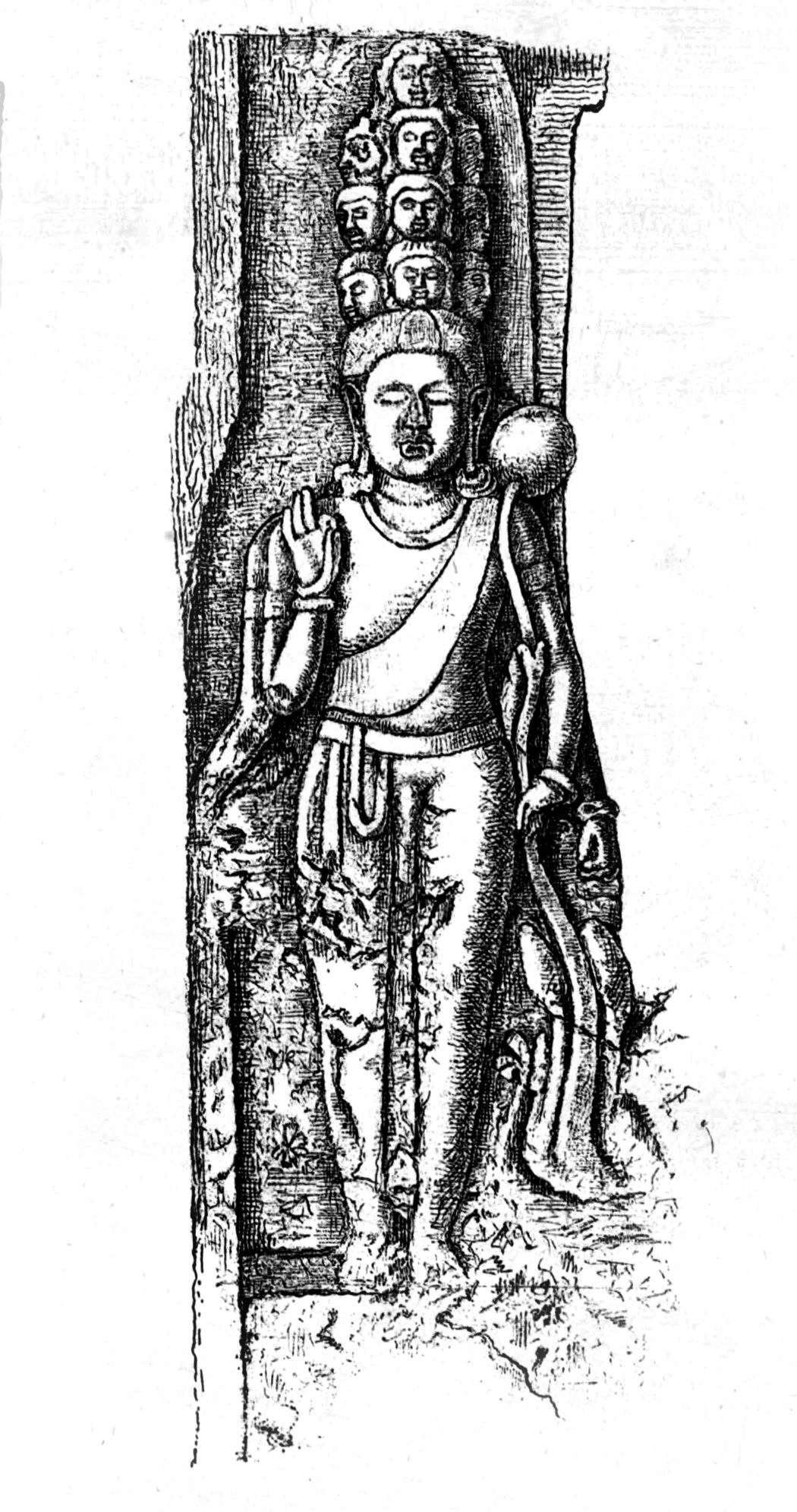
Avalokitesvara con 10 cabezas sobre la suya, cueva 41.

Un poco más arriba hay un vihara con un gran pórtico avanzado sostenido por pilares del tipo Elefanta al frente y por pilares cuadrados detrás, de igual patrón que la cueva 15 de Ajanta. La puerta del vestíbulo está rodeada de molduras y en la pared del fondo se encuentran restos de una pintura formada por budas. En el santuario hay una imagen, y otras pequeñas están talladas en las paredes laterales, en las que también hay dos celdas. En un gran hueco a la derecha del pórtico hay una figura sentada de Buda, y a su izquierda está Padmapani o Sahasrabahulokeswara, con diez cabezas adicionales apiladas sobre la suya; y al otro lado de la cámara está la letanía con cuatro compartimentos a cada lado. Evidentemente se trata de una cueva tardía.

#### Más cuevas
En total hay más de 30 excavaciones a ambos lados de este barranco, y casi enfrente de este último hay una presa rota, que ha confinado el agua procedente de arriba, formando un lago. En la colina al norte, justo encima, hay un templo en ruinas y cerca de él los restos de varias estupas y dagobas. Justo encima del barranco, en el lado sur, hay una serie de unas diecinueve cuevas, la mayor de las cuales es una hermosa cueva vihara, con celdas en las paredes laterales. El vestíbulo tiene cuatro pilares octogonales conectados por una pared baja y un asiento, y las paredes del vestíbulo, los lados y la parte trasera del salón, están cubiertas con figuras esculpidas de Buda en diferentes actitudes y acompañadas de diversas figuras femeninas, que se introdujeron para mostrar que era obra de la escuela Mahayana. Sin embargo, hay motivos para suponer que la escultura es posterior a la excavación de la cueva.

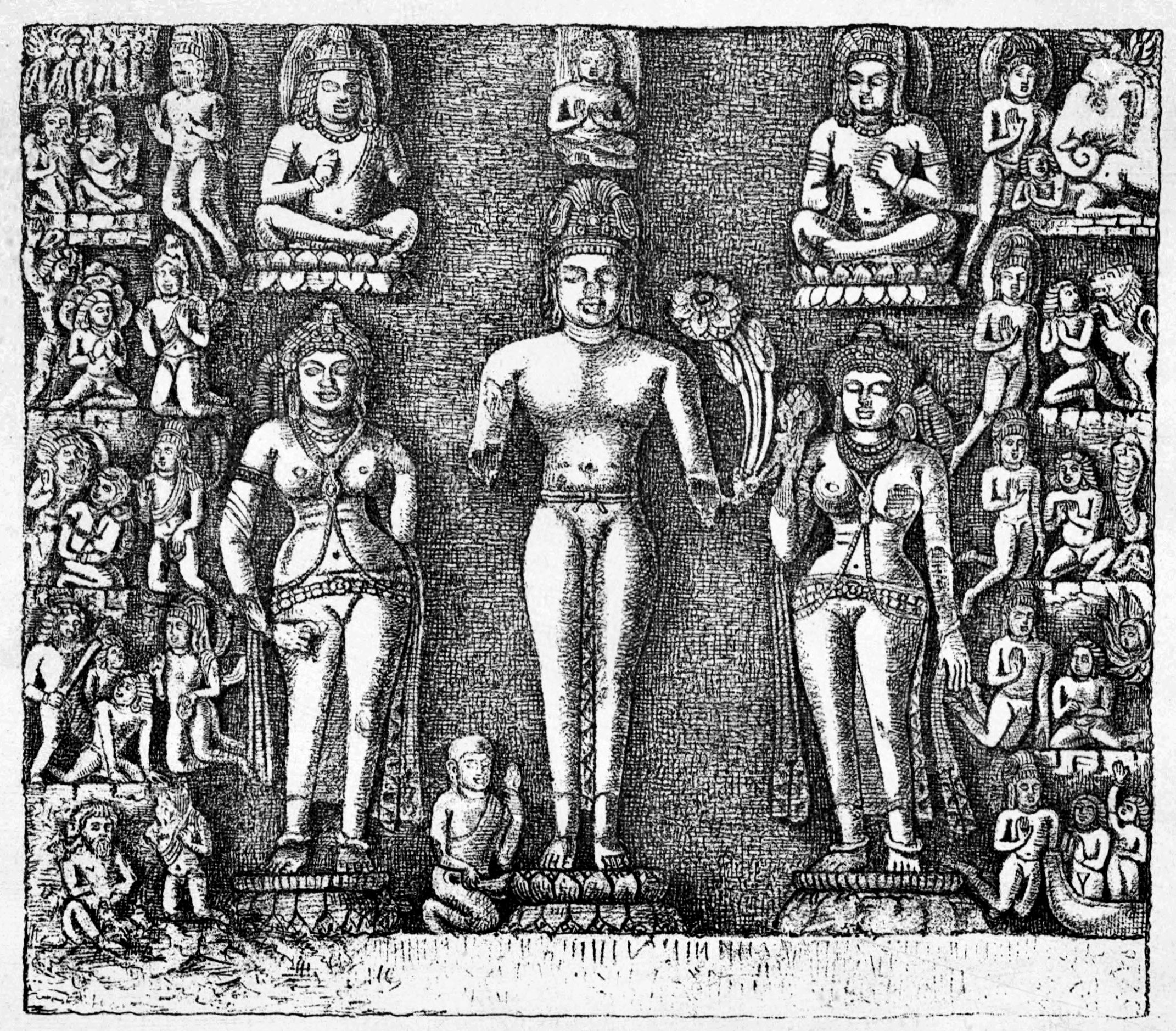
En las cuevas de Kanheri se esculpieron letanías budistas.

Detrás y encima de estos hay otra serie de cuevas, en algunas partes dobles, con tres cerca del extremo este que destacan por la profusión de sus esculturas, que consisten principalmente en representaciones de Budas rodeado de asistentes, dagobas, etc. Pero en uno hay esculpida una fina letanía, en la que la figura central de Avalokiteswara tiene una mujer alta a cada lado, y más allá de cada uno hay cinco relieves, que representan, los de la derecha el peligro del elefante, el león, la serpiente, el fuego y el naufragio; los de izquierda a Garuda, Shitala o la enfermedad, una espada y algún enemigo ahora no reconocible por la abrasión de la piedra.

#### Cueva n.º90
En esta gruta hay un grupo similar que representa a Buda sentado en Padmasana, sobre un trono de loto, sostenido por dos figuras con capuchas de serpiente y rodeado de asistentes de la manera tan habitual en las esculturas Mahayana de una época posterior en estas cuevas. Hay en ésta más figuras de las que generalmente se encuentran en estas composiciones, pero todas son muy parecidas entre sí en sus características generales.
Sobre la cisterna y en las pilastras del vestíbulo hay inscripciones que a primera vista parecen tener forma tabular y en caracteres que no se encuentran en ningún otro lugar; están en Pahlavi.
| Cueva n.º 90 |
| - Esculturas del muro izquierdo. - Esculturas de los muros del fondo y derecho. - Buda en Padmasana rodeado de sus asistentes, cueva 90. |

Por último, desde un punto cercano al extremo occidental de esta última cordillera, dirección sur, hay una serie de nueve excavaciones aunque no son en absoluto notables.
Lo que sorprende a todo visitante de estas cuevas de Kanheri es la cantidad de cisternas de agua, la mayoría de las cuevas están provistas de su propia cisterna al lado del patio frontal, y éstas se llenan durante todo el año con agua pura. Frente a muchas de las cuevas también hay agujeros en el suelo del patio, y sobre sus fachadas hay mortajas excavadas en la roca que sirven de cimientos para los postes y soportes para las vigas de madera que sostienen una cubierta que protegerá el frente de las cuevas durante el monzón.
Por toda la colina, de un conjunto de cuevas a otro, hay escalones tallados en la superficie de la roca, que en muchos casos tuvieron pasamanos a los lados.

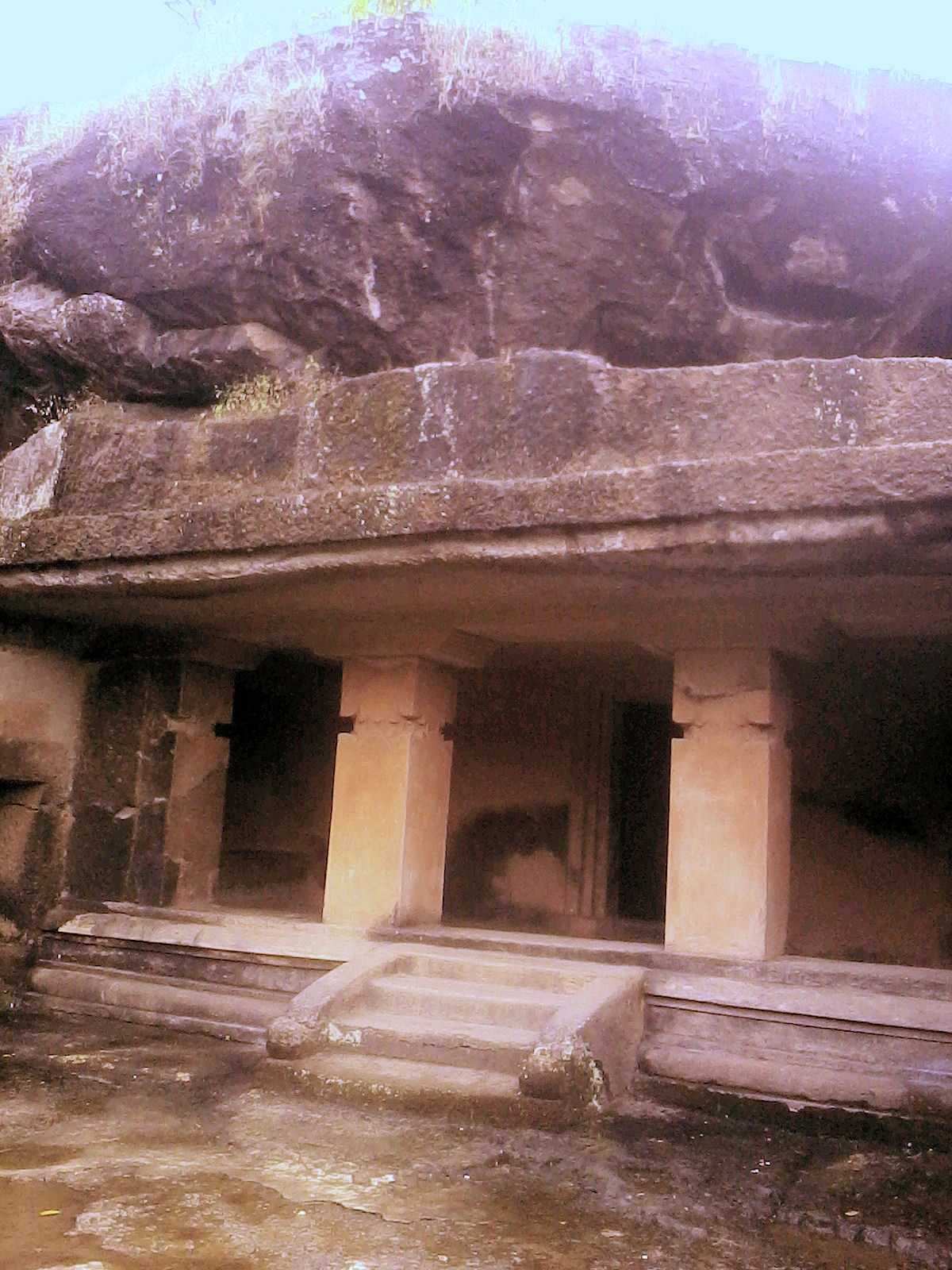
Cueva 34.

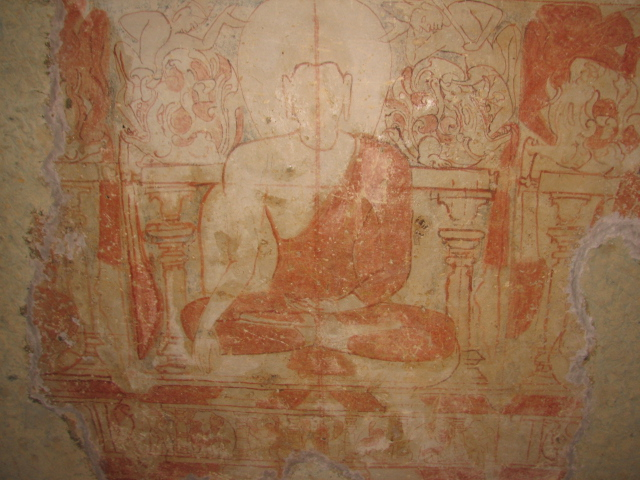
Pintura inacabada en el techo de la cueva 34.

Pasando el último grupo mencionado y avanzando hacia el sur por un antiguo sendero cortado con escalones dondequiera que haya un descenso, llegamos al borde del acantilado y lo bajamos por una escalera en ruinas a unos 330 metros al sur de la gran cueva de Chaitya. Esto finaliza en una larga galería que se extiende más de 180 metros al sur-sureste y protegida por la roca que sobresale. Se descubrió que el piso de esta galería está formado por cimientos de pequeñas dagobas de ladrillo enterradas en polvo y escombros, y probablemente en total entre dieciséis y veinte, siete de las cuales fueron abiertas por Ed. W. West en 1853. Más allá se encuentran las ruinas de una gran estupa de piedra, en la que se han realizado muchas esculturas y que fue explorada y examinada por West. En la roca de detrás hay tres pequeñas hornacinas que también contienen esculturas deterioradas, con restos de yeso cubiertos con pintura. Más allá de esto, el piso se eleva repentinamente unos 4 metros, donde se encuentran los restos de once pequeñas estupas de ladrillo; luego, otro ligero ascenso aterriza en un nivel, en el que hay treinta y tres estupas similares en ruinas enterradas entre escombros. En lo alto, la roca ha sido cortada en algunos lugares para dejarles espacio. En la pared del fondo se encuentran unas dagobas en relieve y tres nichos con bancadas. Las estupas de ladrillo varían de 1 a 2 metros de diámetro en la base, pero todas están destruidas hasta cerca de ese nivel y parecen haber sido saqueadas, porque en ninguna de las examinadas se han encontrado reliquias.
Había otras grandes estupas frente a la gran cueva de Chaitya, pero fueron abiertas en 1839 por el Dr. James Bird, quien describió así sus operaciones: 

«El mayor de los topes seleccionados para su examen parecía haber tenido una vez entre 4 y 5 metros de altura. Estaba muy deteriorado y se penetraba desde arriba hasta la base, que estaba construida con piedra tallada. Después de cavar hasta el nivel del suelo y retirar los materiales, los trabajadores llegaron a una piedra circular, hueca en el centro y cubierta en la parte superior por un trozo de yeso. Éste contenía dos pequeñas urnas de cobre, en una de las cuales había unas cenizas mezcladas con un rubí, una perla, pequeños trozos de oro y una pequeña caja también de oro, que contenía un trozo de tela; en el otro se encontró una caja de plata y algunas cenizas. Dos placas de cobre que contenían inscripciones legibles, en lat o carácter rupestre, acompañaban a las urnas, y éstas, hasta donde he podido descifrarlas hasta ahora, nos informan que las personas enterradas aquí eran de fe budista. La más pequeña de las placas de cobre lleva una inscripción en dos líneas, la última parte de las cuales contiene el credo budista».

En el lado este de la colina hay numerosas piedras escuadradas, cimientos, tanques, etc, todo lo cual presagia la existencia en algún momento de una gran colonia de monjes.

## Pinturas en las cuevas
La cueva n.º  34 tiene pinturas inacabadas de Buda en el techo de la cueva.

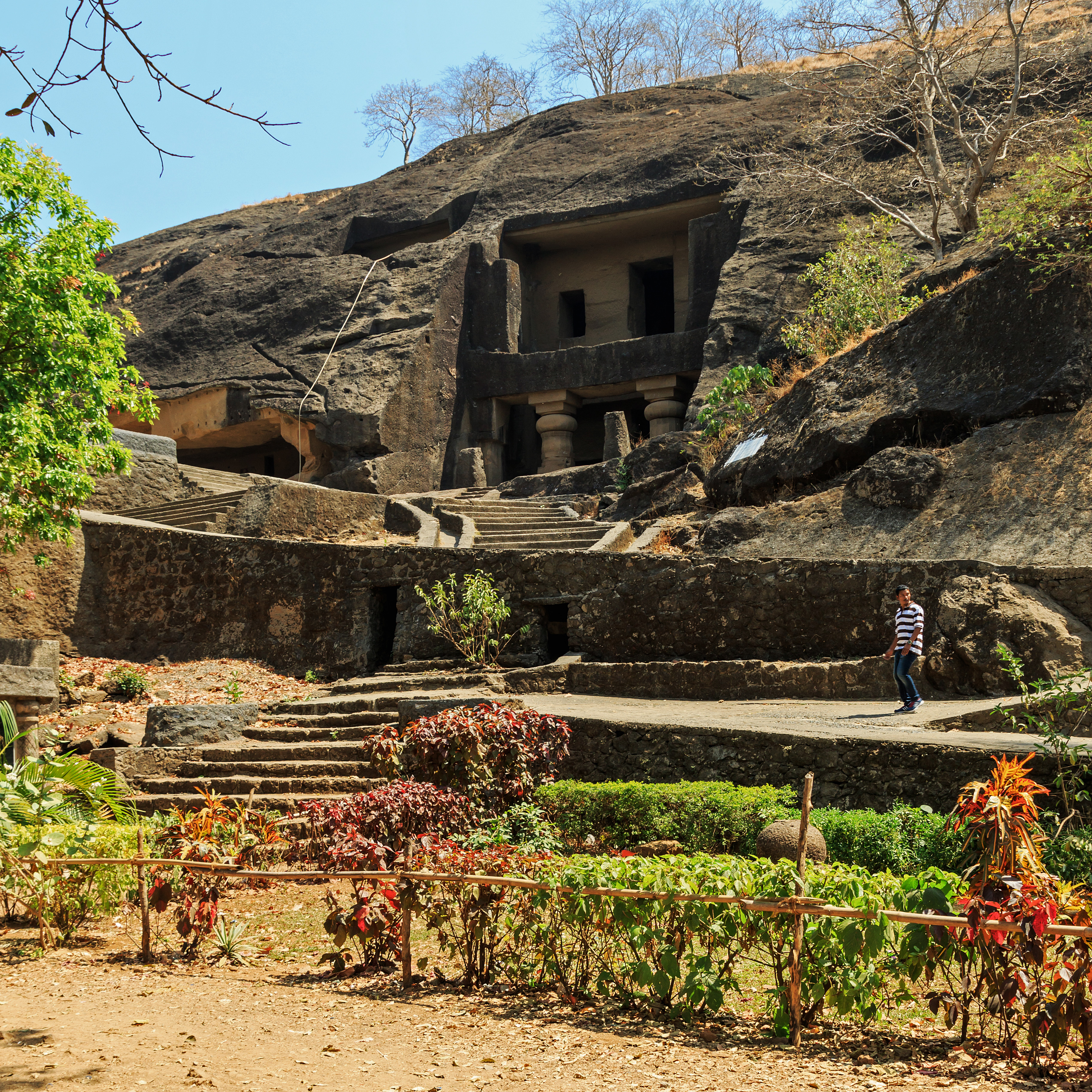
Entradas principales a las cuevas.
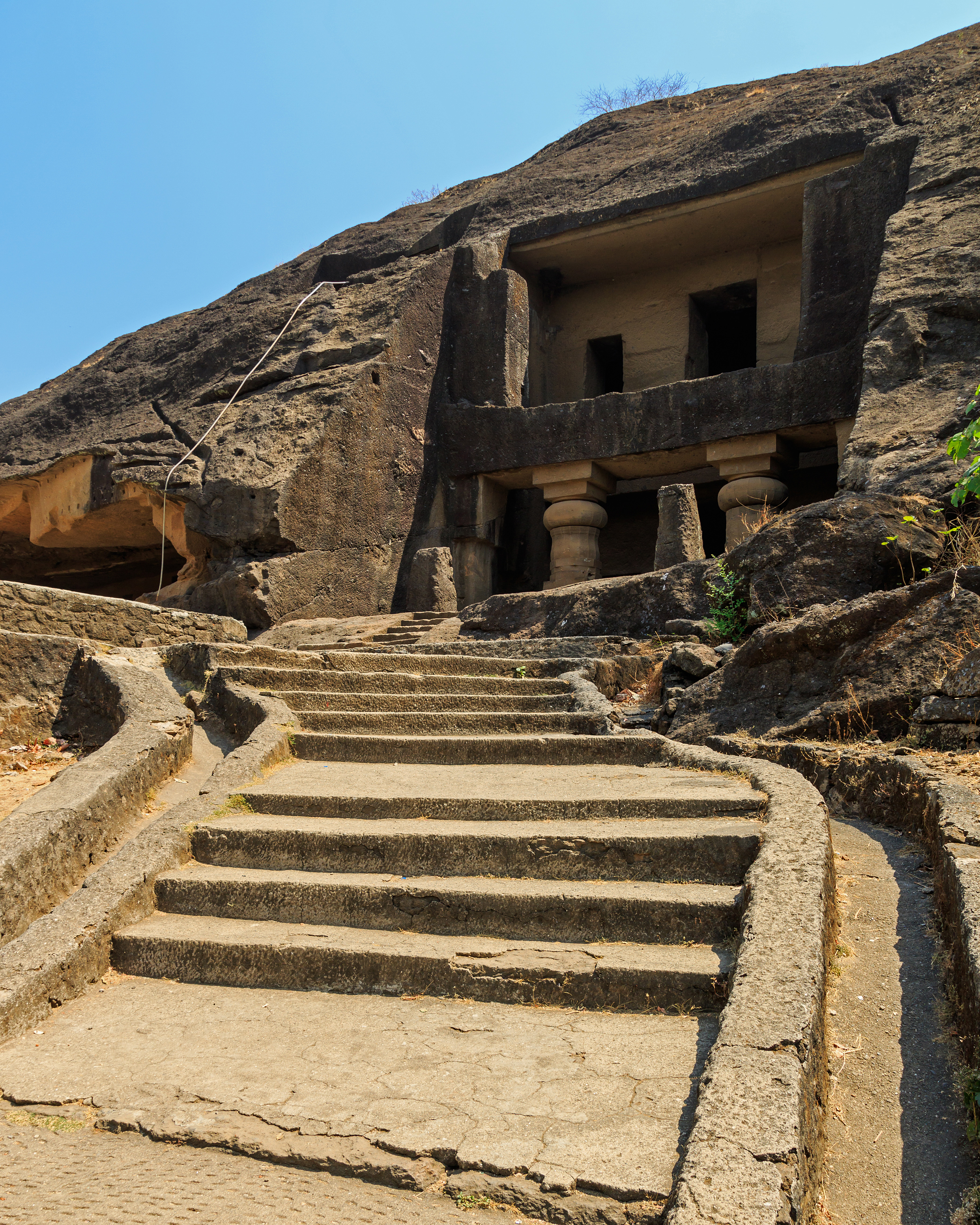
Cueva n.º 1.
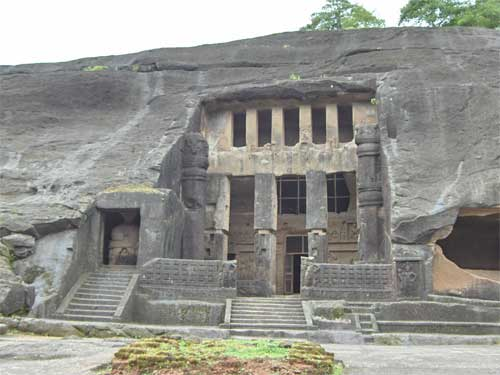
Cueva n.º 3.
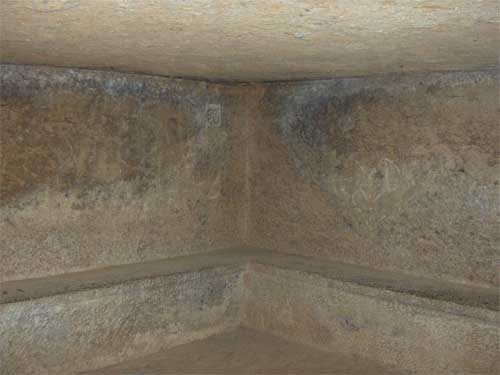
Camas con zócalo espartano.
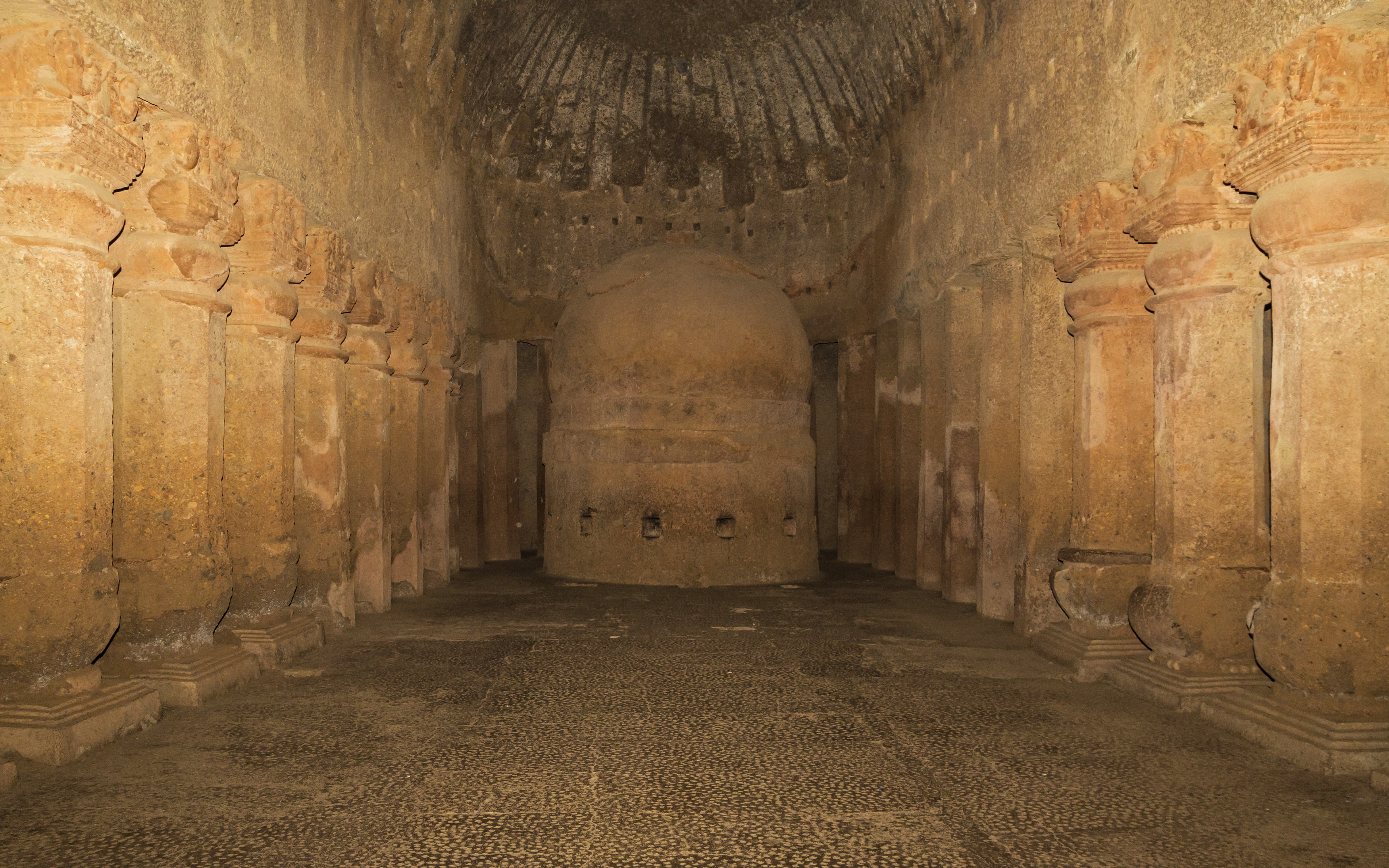
Vihara - sala de oración.
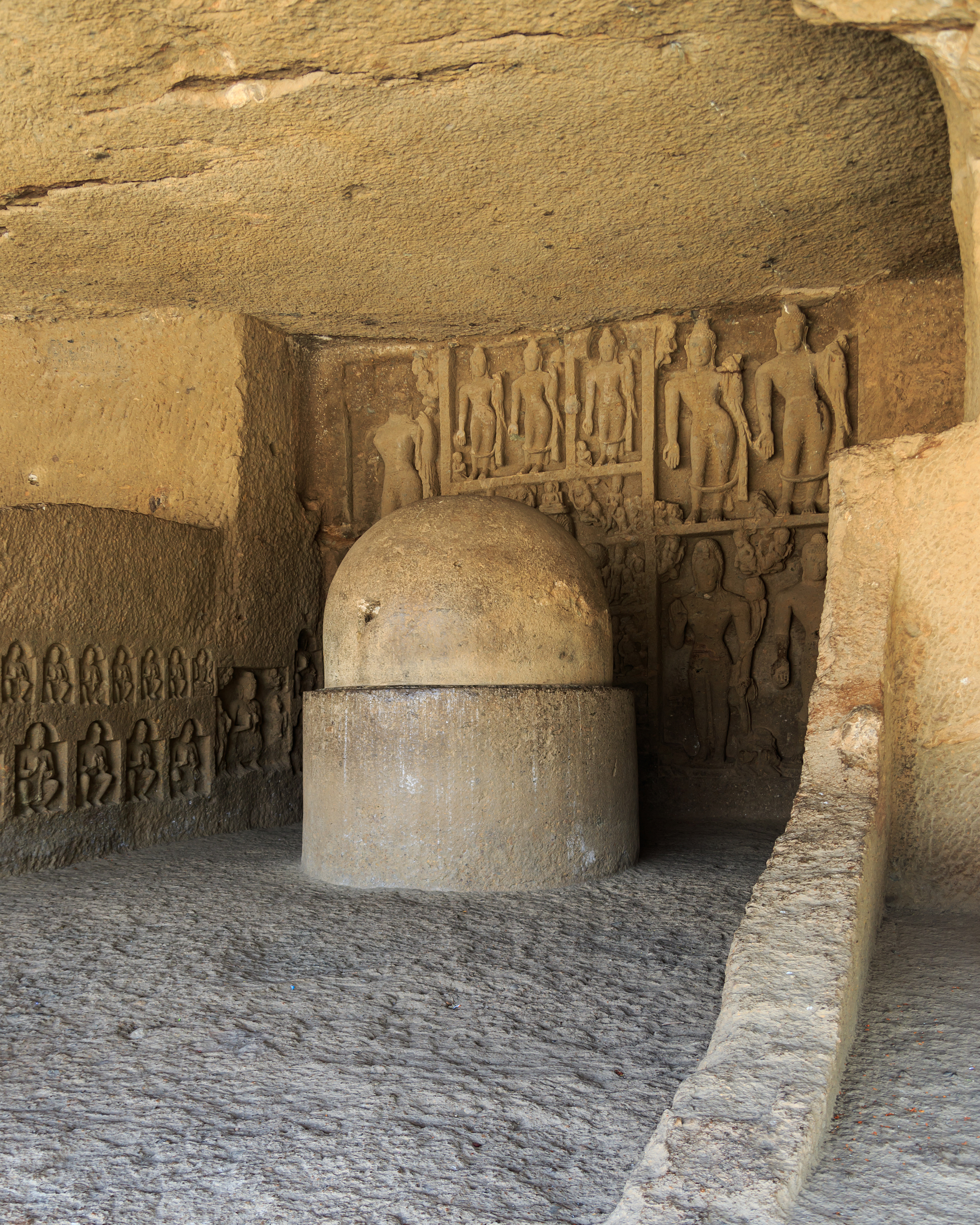
Las cuevas de Kanheri sirvieron durante la antigüedad como centro del budismo en la India occidental.
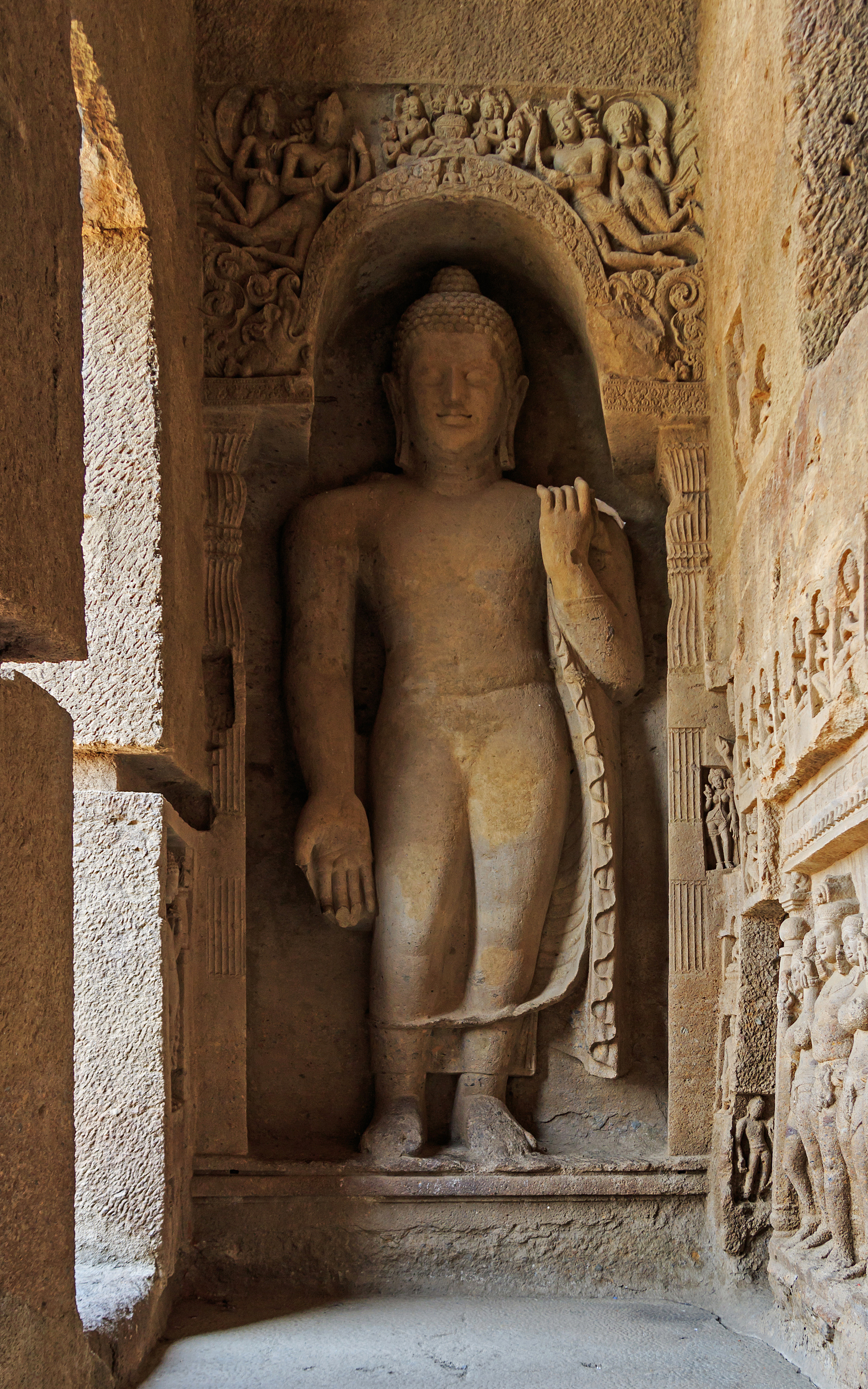
Escultura de Buda en un templo en las cuevas de Kanheri.
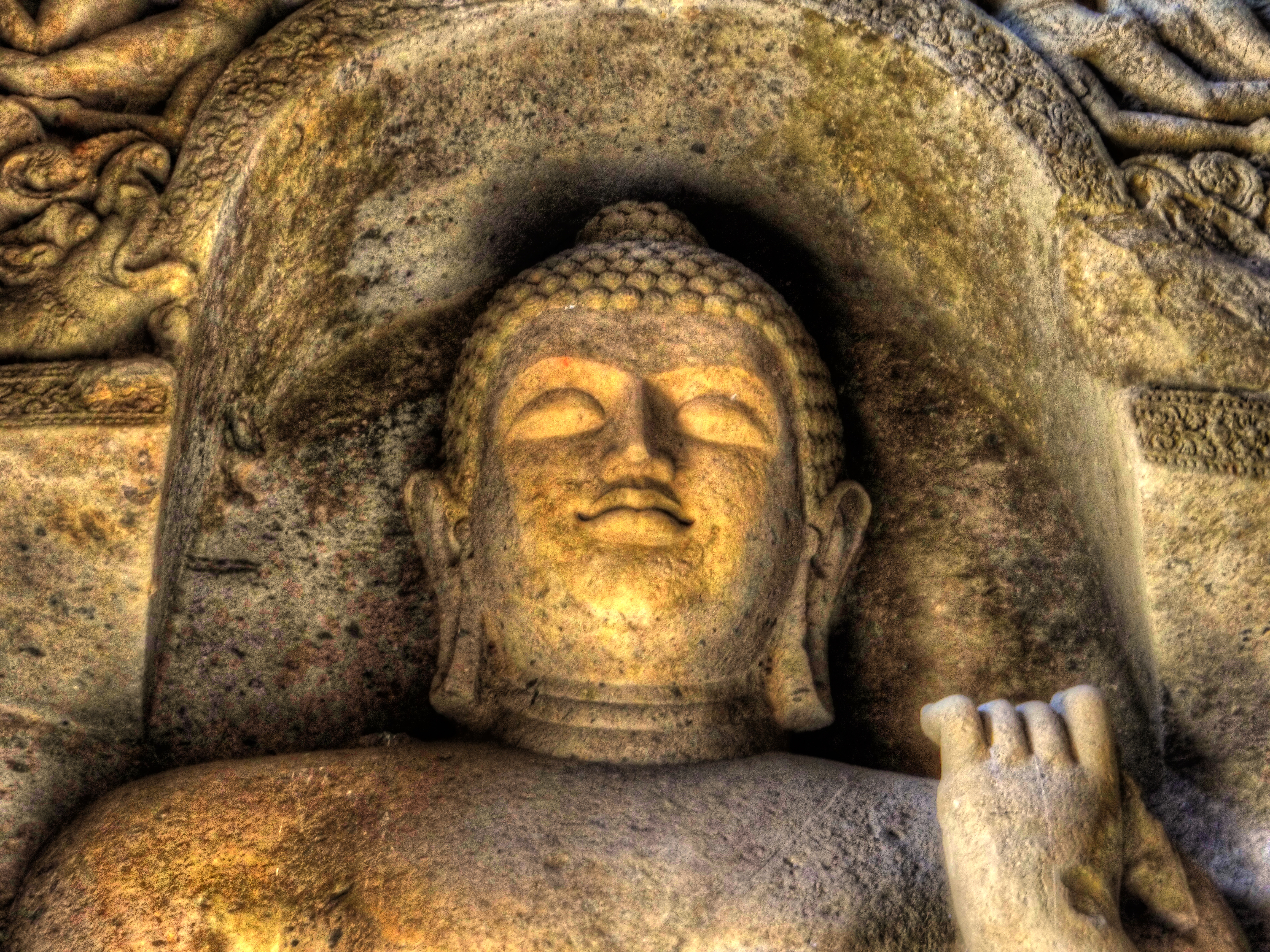
Escultura de Buda (detalle).
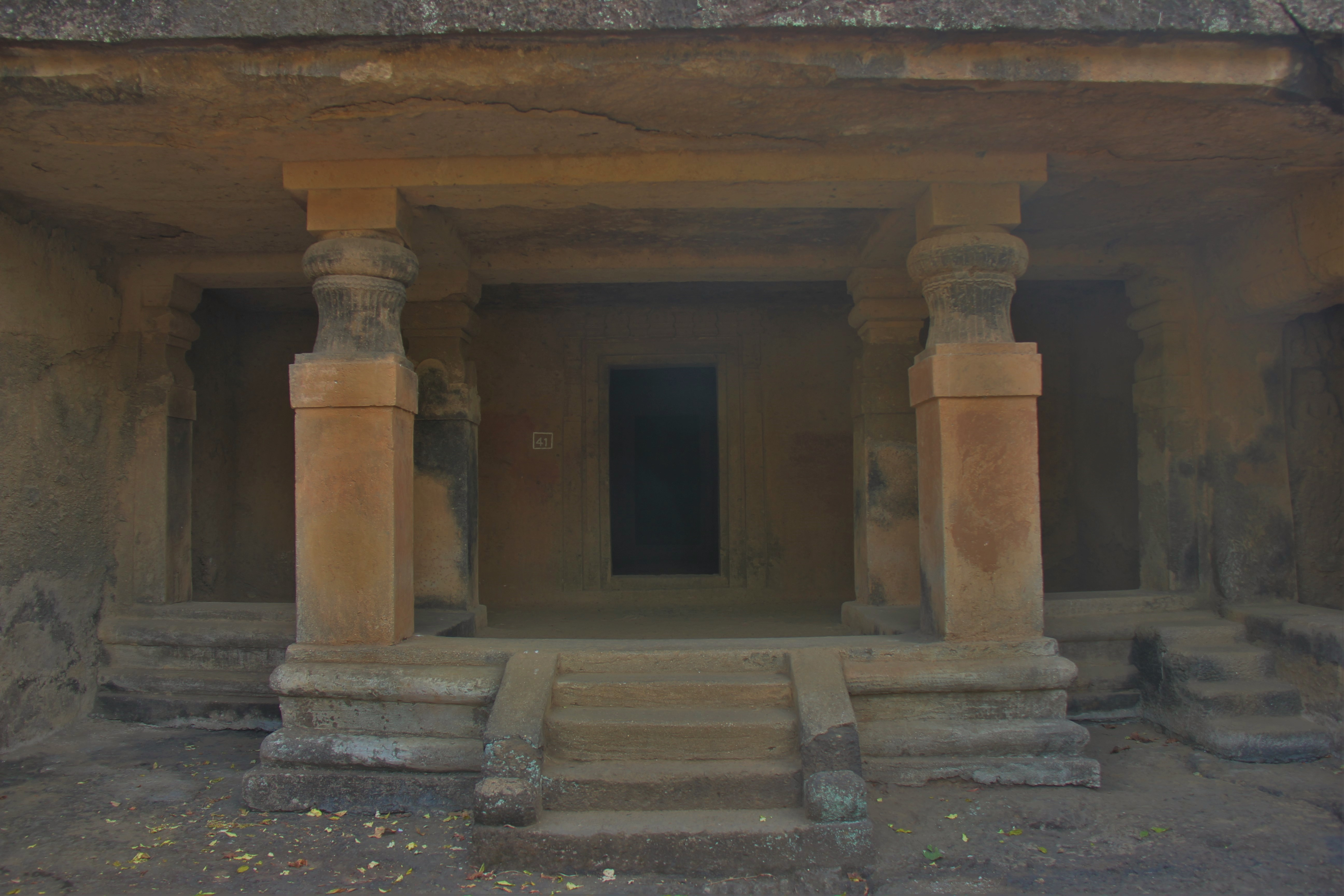
Cueva n.º 41.